# Liste der Biografien/Cho
Liste der Biografien |
Portal Biografien |
Personensuche
# |
A |
B |
C |
D |
E |
F |
G |
H |
I |
J |
K |
L |
M |
N |
O |
P |
Q |
R |
S |
T |
U |
V |
W |
X |
Y |
Z |
?
 
Ca |
Cb |
Cc |
Ce |
Ch |
Ci |
Cj |
Ck |
Cl |
Cm |
Cn |
Co |
Cr |
Cs |
Ct |
Cu |
Cv |
Cw |
Cy |
Cz
 
Cha |
Chb |
Che |
Chh |
Chi |
Chk |
Chl |
Chm |
Chn |
Cho |
Chr |
Cht |
Chu |
Chv |
Chw |
Chy
Die Liste der Biografien führt alle Personen auf, die in der deutschsprachigen Wikipedia einen Artikel haben. Dieses ist eine Teilliste mit 929 Einträgen von Personen, deren Namen mit den Buchstaben „Cho“ beginnt.

## Cho
- Chō (* 1957), japanischer Schauspieler und Synchronsprecher
- Chó do Guri (1959–2017), angolanische Dichterin und Schriftstellerin
- Cho Gu-ham (* 1992), südkoreanischer Judoka
- Cho In-chul (* 1976), südkoreanischer Judoka
- Cho Jae-ho (* 1980), südkoreanischer Karambolagespieler
- Cho Min-sun (* 1972), südkoreanische Judoka
- Cho, Alexander Pyone (* 1949), myanmarischer römisch-katholischer Geistlicher, emeritierter Bischof von Pyay
- Cho, Alfred Y. (* 1937), chinesisch-US-amerikanischer Elektroingenieur
- Cho, Arden (* 1985), amerikanische Schauspielerin, Sängerin und ModelArden Cho (* 1985)

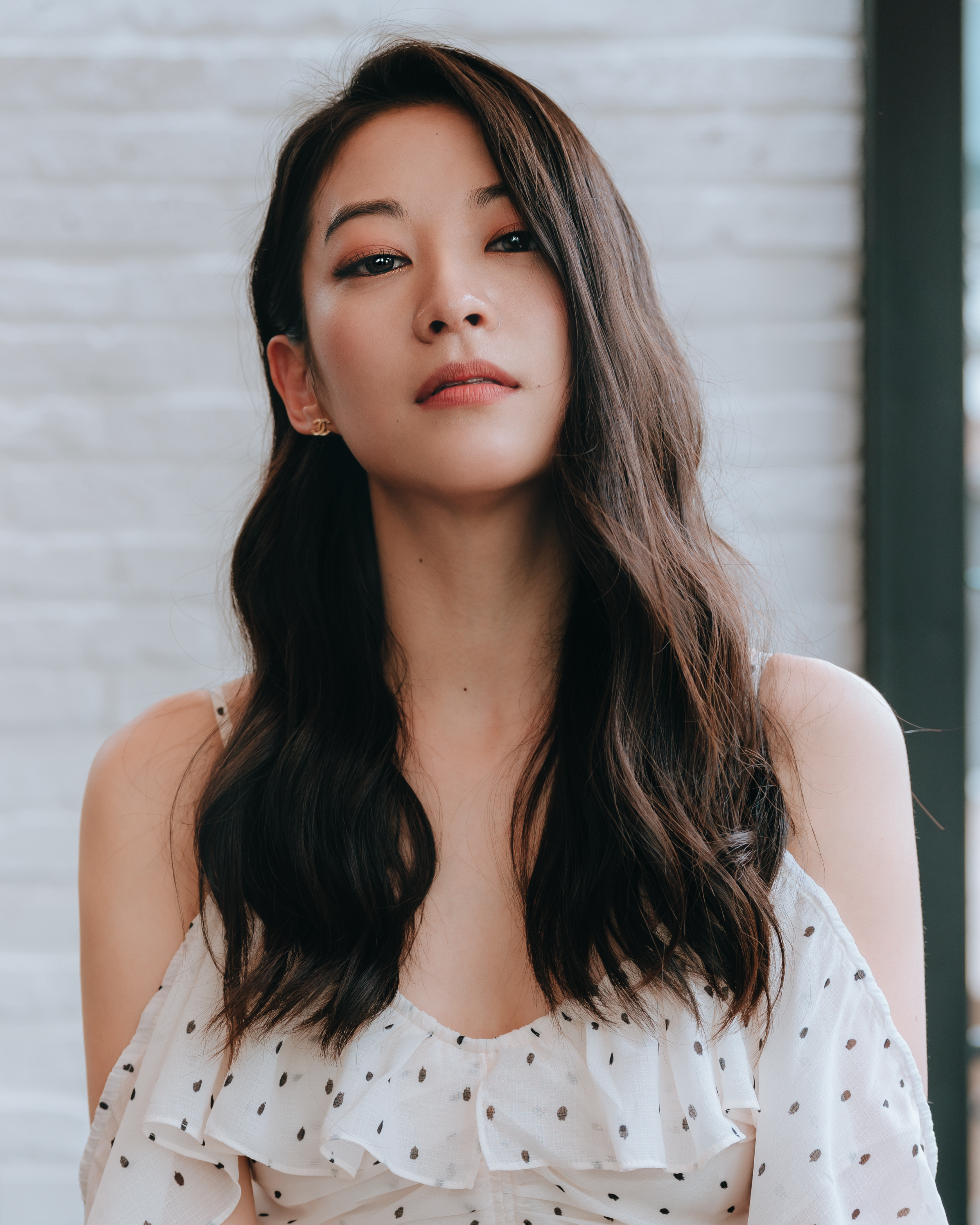
Arden Cho (* 1985)

- Cho, Basil Kyu-man (* 1955), südkoreanischer Geistlicher und römisch-katholischer Bischof von Wonju
- Cho, Bo-ah (* 1991), südkoreanische Schauspielerin
- Cho, Byung-deuk (* 1958), südkoreanischer Fußballtorhüter
- Cho, Byung-kuk (* 1981), südkoreanischer Fußballspieler
- Cho, Chi-hyo (* 1970), koreanischer Handballspieler und -trainer
- Cho, Chikun (* 1956), japanischer Go-Spieler und ein Neffe von Cho Namchul
- Cho, David Yonggi (1936–2021), südkoreanischer Evangelist und Gründer einer PfingstkircheDavid Yonggi Cho (1936–2021)

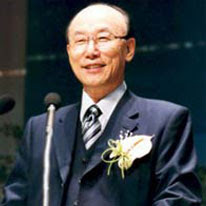
David Yonggi Cho (1936–2021)

- Cho, Dong-geon (* 1986), südkoreanischer Fußballspieler
- Cho, Elliott (* 1994), US-amerikanischer Schauspieler
- Cho, Eon-rae (* 1986), südkoreanischer Tischtennisspieler
- Cho, Eun-Hwa (* 1973), südkoreanische Musikerin, Komponistin und Hochschullehrerin
- Cho, Eun-jung (* 1971), südkoreanische Hockeyspielerin
- Cho, Frank (* 1971), südkoreanischer Texter und Zeichner von Comics
- Chō, Fujio (* 1937), japanischer Manager
- Cho, Gue-sung (* 1998), südkoreanischer Fußballspieler
- Cho, Gun-woo (* 1988), südkoreanischer Badmintonspieler
- Cho, Gyeong-chul (1929–2010), südkoreanischer Astronom
- Cho, Ha-ri (* 1986), südkoreanische Shorttrackerin
- Cho, Ha-rim (* 1996), nordkoreanische Leichtathletin
- Cho, Haeil (1941–2020), südkoreanischer Schriftsteller
- Chō, Hikaru (* 1993), chinesisch-japanische Bodypainterin
- Cho, Ho-sung (* 1974), südkoreanischer Bahn- und Straßenradrennfahrer
- Cho, Hun (* 1958), nordkoreanischer Kunstturner
- Cho, Hun (* 1968), nordkoreanischer Kunstturner
- Cho, Hun-hyeon (* 1953), südkoreanischer Go-Spieler
- Cho, I-hsuan (* 2000), taiwanische Tennisspielerin
- Cho, In-ho (* 1978), südkoreanischer Skeletonpilot und Bobsportler
- Cho, In-joo (* 1969), südkoreanischer Boxer im Superfliegengewicht
- Chō, Isamu (1885–1945), General der kaiserlich japanischen Armee
- Cho, Jae-jin (* 1981), südkoreanischer Fußballspieler
- Cho, Jea-ki (* 1950), südkoreanischer Judoka
- Cho, Jeong-ki, südkoreanischer Opernsänger (Tenor)
- Cho, Ji-hun (* 1990), südkoreanischer Fußballspieler
- Cho, Ji-In (* 1976), deutsche Musikerin koreanischer AbstammungJi-In Cho (* 1976)

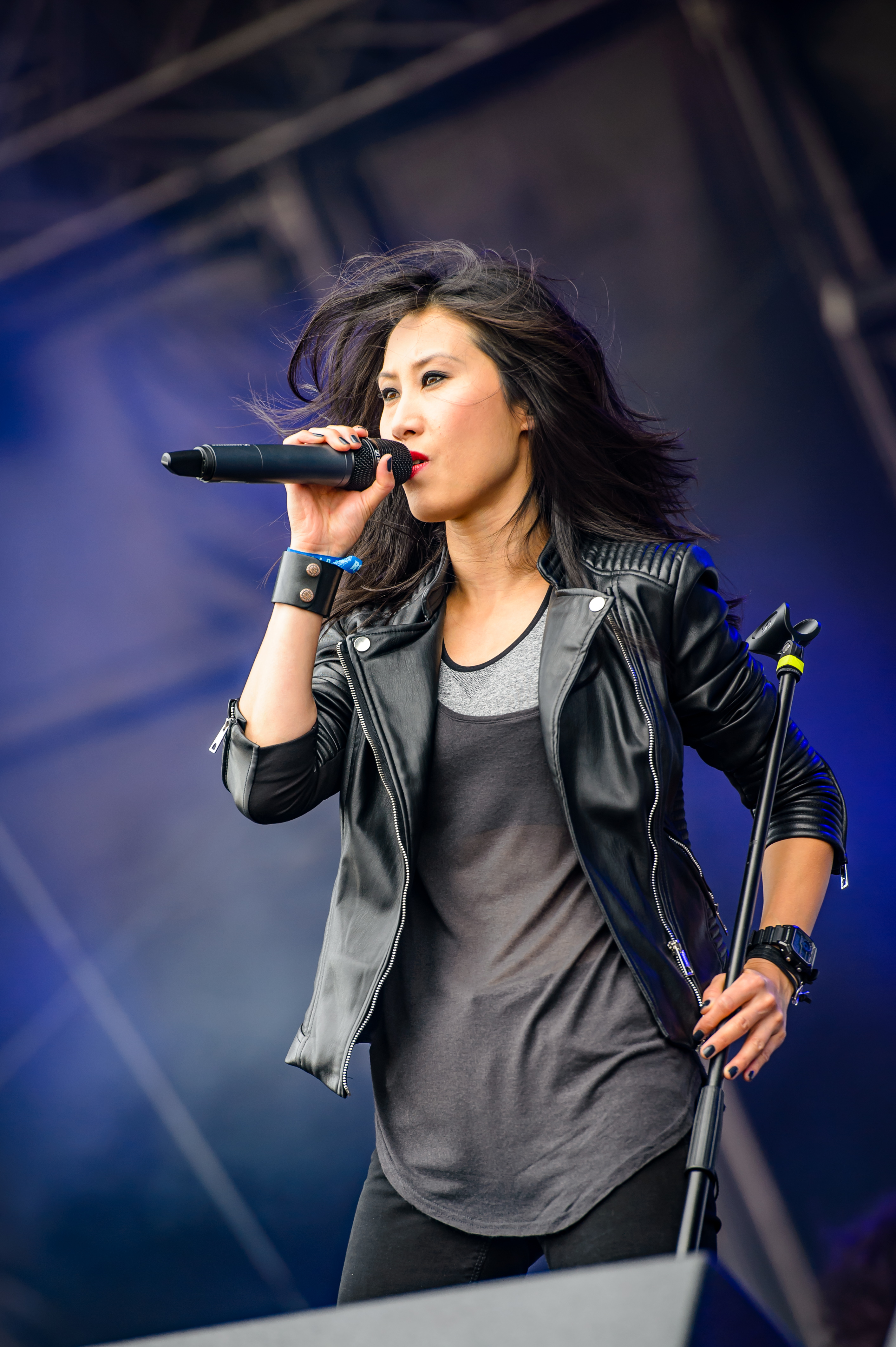
Ji-In Cho (* 1976)

- Cho, Jin-ho (1973–2017), südkoreanischer Fußballspieler und -trainer
- Cho, Jin-soo (* 1983), südkoreanischer Fußballspieler
- Cho, Jin-woong (* 1976), südkoreanischer Schauspieler
- Cho, John (* 1972), US-amerikanischer SchauspielerJohn Cho (* 1972)

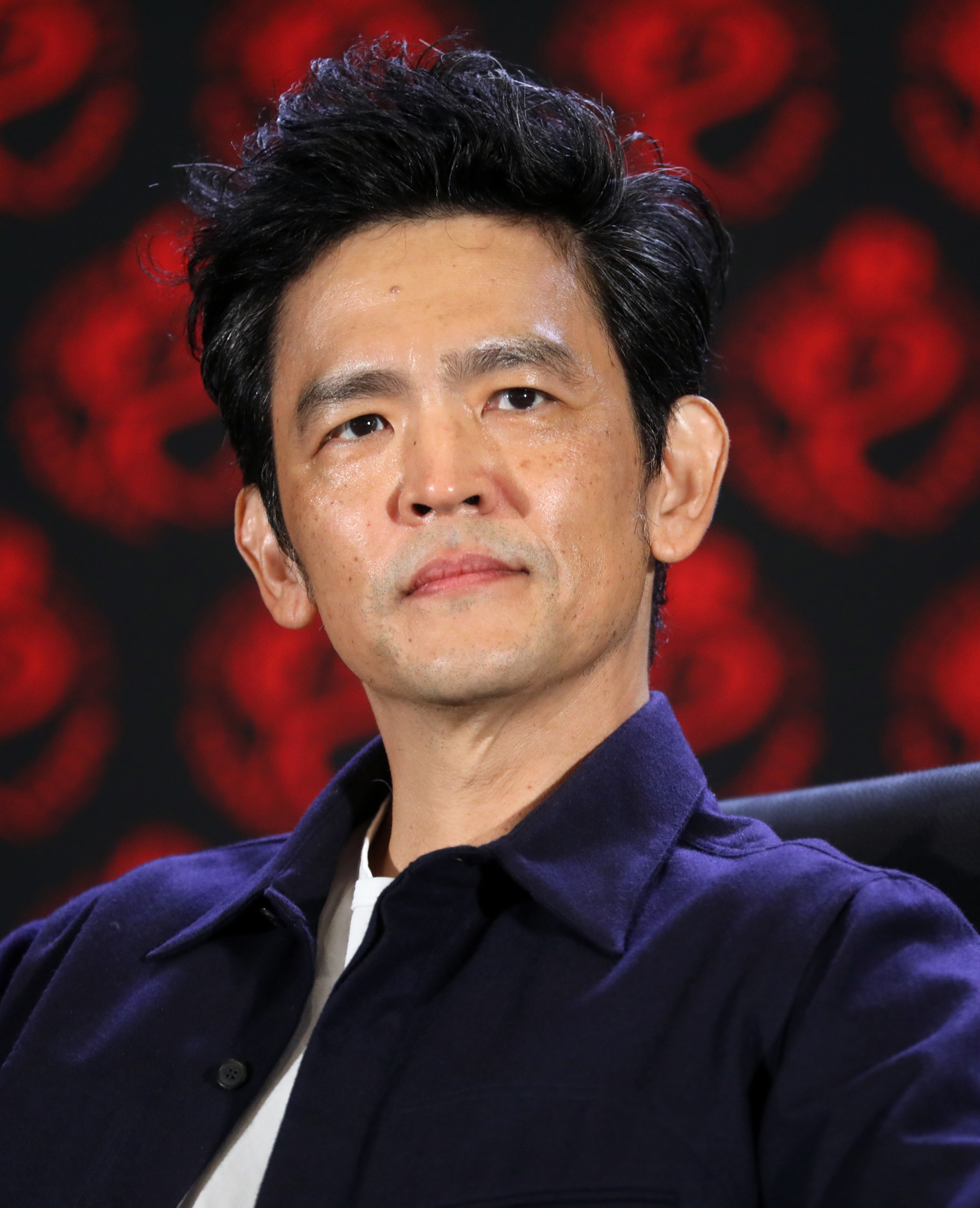
John Cho (* 1972)

- Cho, Jun-ho (* 1988), südkoreanischer Judoka
- Cho, Jung-hyun (1969–2022), südkoreanischer Fußballspieler
- Cho, Jung-seok (* 1980), südkoreanischer Schauspieler
- Cho, Jung-tai (* 1959), taiwanischer Politiker und Premierminister
- Cho, Kah Kyung (1927–2022), südkoreanisch-US-amerikanischer Philosoph, Phänomenologe
- Cho, Kuk (* 1965), südkoreanischer Politiker
- Cho, Kwang-rae (* 1954), südkoreanischer Fußballspieler und -trainer
- Cho, Kyu-kwang (1926–2018), südkoreanischer Jurist
- Cho, Kyu-won (* 1991), südkoreanischer Sprinter
- Cho, Man-sik (1883–1950), nationalistischer koreanischer Politiker
- Cho, Margaret (* 1968), US-amerikanische Stand-Up-Comedian und Schauspielerin
- Cho, Min-ho (1987–2022), südkoreanischer Eishockeyspieler
- Cho, Min-kook (* 1963), südkoreanischer Fußballspieler
- Cho, Min-soo (* 1965), südkoreanische Schauspielerin
- Cho, Miyeon (* 1997), südkoreanische SängerinCho Miyeon (* 1997)

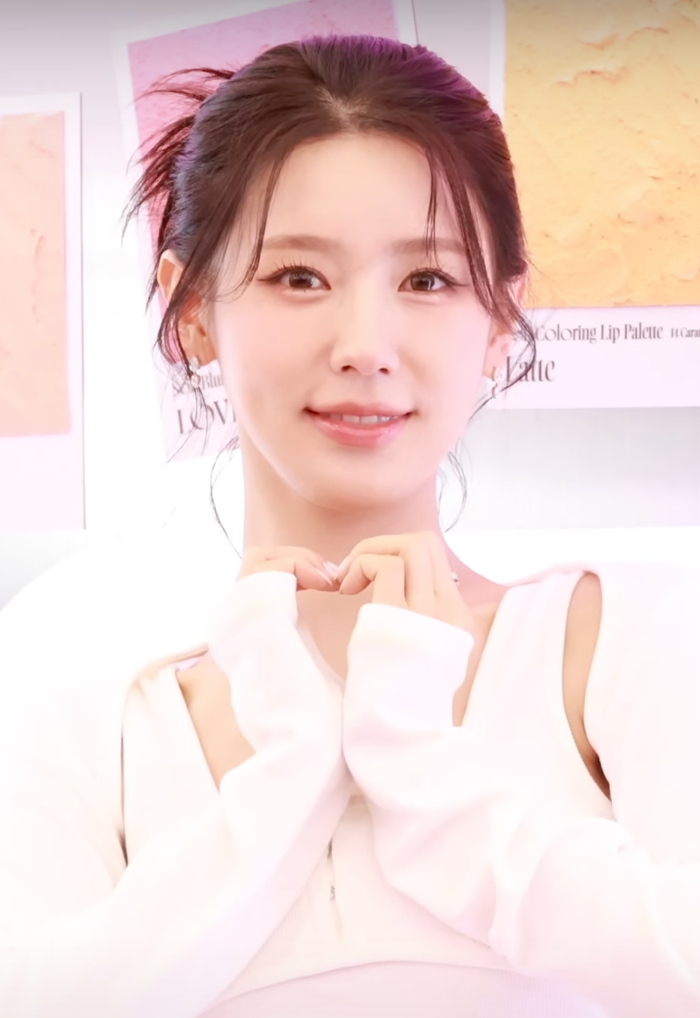
Cho Miyeon (* 1997)

- Cho, Mohamed-Ali (* 2004), französisch-englischer Fußballspieler
- Cho, Myeong-cheol (* 1959), südkoreanischer Politiker
- Cho, Myung-woo (* 1998), südkoreanischer Karambolagespieler und Weltmeister
- Cho, Nam-Joo (* 1978), südkoreanische Schriftstellerin
- Cho, Sang-beom (* 1994), südkoreanischer Fußballspieler
- Cho, Se-hui (1942–2022), südkoreanischer Autor
- Cho, Seong-Jin (* 1994), südkoreanischer Pianist
- Cho, Seong-ju (* 1997), südkoreanischer E-Sportler
- Cho, Seung-woo (* 1980), südkoreanischer Schauspieler in Film, Fernsehen und Musicals
- Cho, Simon (* 1991), US-amerikanischer Shorttracker
- Cho, Smith, US-amerikanische Schauspielerin koreanischer Abstammung
- Cho, So-hyun (* 1988), südkoreanische Fußballspielerin
- Cho, Soo-hyang (* 1991), südkoreanische Schauspielerin
- Cho, Su-hwang (* 1996), südkoreanischer Volkssänger
- Cho, Sung-hoon (* 1964), südkoreanischer Skilangläufer
- Cho, Sung-hwan (* 1970), südkoreanischer Fußballspieler und -trainer
- Cho, Sung-hwan (* 1982), südkoreanischer Fußballspieler
- Cho, Sung-hyung (* 1966), koreanisch-deutsche Filmregisseurin, Filmeditorin und Professorin
- Cho, SungWon (* 1990), amerikanischer Synchronsprecher, Schauspieler und Webvideoproduzent
- Cho, Tae-yul (* 1955), südkoreanischer Diplomat
- Cho, Thaddeus Hwan-Kil (* 1954), südkoreanischer Geistlicher und römisch-katholischer Erzbischof von Daegu
- Cho, Won-hee (* 1983), südkoreanischer Fußballspieler
- Cho, Won-jin (* 1959), südkoreanischer Politiker
- Cho, Yeo-jeong (* 1981), südkoreanische SchauspielerinCho Yeo-jeong (* 1981)

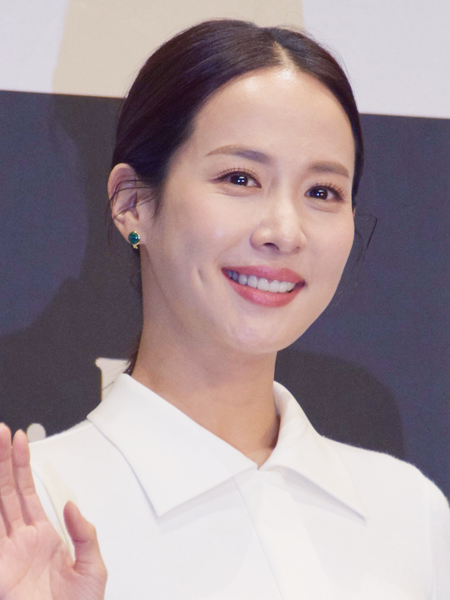
Cho Yeo-jeong (* 1981)

- Cho, Yeong-jae (* 1999), südkoreanischer Sportschütze
- Cho, Yi-hyun (* 1999), südkoreanische Schauspielerin
- Cho, Yi-tsen (* 2001), taiwanische Tennisspielerin
- Cho, Yong-chul (* 1961), südkoreanischer Judoka
- Cho, Yong-hyung (* 1983), südkoreanischer Fußballspieler
- Cho, Yoon-jeong (* 1979), südkoreanische Tennisspielerin
- Chō, Yoshikazu (* 1953), japanischer Radrennfahrer
- Cho, Youn-jeong (* 1969), südkoreanische Bogenschützin
- Cho, Young-Chang (* 1958), koreanischer Cellist und Hochschullehrer
- Cho, Young-cheol (* 1989), südkoreanischer Fußballspieler
- Cho, Young-jeung (* 1954), südkoreanischer Fußballspieler und -trainer
- Cho, Young-suk (* 1970), südkoreanische Badmintonspielerin
- Cho, Young-wuk (* 1962), südkoreanischer Filmkomponist
- Cho, Yu-min (* 1996), südkoreanischer Fußballspieler

### Choa
- Choa Kok Sui (1952–2007), philippinischer Esoteriker, Begründer des GMCKS Pranic-Healing und des GMCKS Arhatic Yoga
- Choan-Seng Song (1929–2024), taiwanischer Theologe
- Choate, Jerry R. (1943–2009), US-amerikanischer Mammaloge, Hochschullehrer und Museumsdirektor
- Choate, Joseph (1832–1917), US-amerikanischer Jurist und Diplomat
- Choate, Rufus (1799–1859), US-amerikanischer Politiker
- Choate, Tim (1954–2004), US-amerikanischer Schauspieler
- Choay, Françoise (1925–2025), französische Architekturhistorikerin, Denkmalpflegerin und Hochschullehrerin

### Chob
- Chobanian, Loris (1933–2023), US-amerikanischer Komponist, Dirigent, Gitarrist und Musikpädagoge armenischer Herkunft
- Chobot, Dagmar (* 1946), österreichische Galeristin
- Chobot, Manfred (* 1947), österreichischer Schriftsteller
- Choby, David Raymond (1947–2017), US-amerikanischer Geistlicher und Bischof von Nashville

### Choc
- Choca, Mathías (* 1993), uruguayischer Fußballspieler
- Chocano, José Santos (1867–1934), peruanischer Dichter und Sänger
- Chocarne-Moreau, Paul Charles (1855–1930), französischer Genremaler
- Chocce, Gilberto (* 1950), peruanischer Radrennfahrer
- Chocenka, Dmitrijus (* 1983), litauischer Schachspieler
- Chocha, Bolesław (1923–1987), polnischer Generalmajor und Politiker
- Chochieva, Zlata (* 1985), russische klassische Pianistin ossetischer Herkunft
- Chochlatschow, Alexander Igorewitsch (* 1993), russischer Eishockeyspieler
- Chochlow, Alexei Remowitsch (* 1954), sowjetisch-russischer Polymerphysiker und Hochschullehrer
- Chochlow, Dmitri Walerjewitsch (* 1975), russischer Fußballspieler und -trainer
- Chochlow, Iwan Sergejewitsch (1895–1973), sowjetischer Politiker und Generalleutnant, Ministerpräsident der RSFSR
- Chochlow, Juri Nikolajewitsch (1922–2010), russischer und sowjetischer Musikwissenschaftler
- Chochlow, Nikita (* 1983), kasachischer Fußballspieler
- Chochlow, Rem Wiktorowitsch (1926–1977), sowjetischer Physiker
- Chochlowa, Alexandra Sergejewna (1897–1985), sowjetische Schauspielerin und Drehbuchautorin
- Chochlowa, Elwira, russische Opernsängerin mit der Stimmlage Sopran
- Chochlowa, Jana Wadimowna (* 1985), russische Eistänzerin
- Chochlowa, Marina Wiktorowna (* 1967), sowjetische Naturbahnrodlerin
- Chocho, Andrés (* 1983), ecuadorianischer Geher
- Chochola, František (1943–2022), tschechisch-deutscher Bildhauer, Illustrator und Medailleur
- Chochola, Václav (1923–2005), tschechischer Fotograf
- Chochrjakow, Igor (* 1965), belarussischer Biathlet
- Chochrjakow, Nikolai Anatoljewitsch (* 1985), russischer Skilangläufer
- Chochrjakow, Pjotr Alexandrowitsch (* 1990), russischer Eishockeyspieler
- Chochuwong, Pacharapun (* 1996), thailändische Badmintonspielerin
- Chochuwong, Pornpawee (* 1998), thailändische Badmintonspielerin
- Chocieszyński, Franciszek (1848–1899), polnischer Verleger in der Provinz Posen
- Chock, Madison (* 1992), US-amerikanische Eiskunstläuferin
- Chocobar, Javier (1941–2009), argentinischer Menschenrechtler, Häuptling der Diaguita
- Chocol, Tara (* 1973), US-amerikanische Schauspielerin
- Chocola, Chris (* 1962), US-amerikanischer Politiker
- Chocolat (* 1978), japanische Sängerin
- Chocque, Paul (1910–1949), französischer Radsportler
- Chocquet, Victor (1821–1891), französischer Kunstsammler

### Chod
- Chodacki, Marian (1898–1975), polnischer Offizier und Diplomat
- Chodakiewicz, Marek Jan (* 1962), US-amerikanischer Historiker polnischer Abstammung
- Chodakowska, Ewa (* 1982), polnische Fitnesstrainerin und Personal Trainer
- Chodakowska, Małgorzata (* 1965), deutsch-polnische Bildhauerin
- Chodakowski, Alexander Sergejewitsch (* 1972), politischer und militärischer Anführer der international nicht-anerkannten Volksrepublik Donezk (VD)
- Chodakowski, Kazimierz (1929–2017), polnischer Eishockeyspieler
- Chodakowski, Miron (1957–2010), polnisch-orthodoxer Militärbischof der polnischen Streitkräfte
- Chodakowski, Wladimir Wassiljewitsch (1911–1994), russischer Architekt, Baubeamter
- Chodan, Diana (* 2001), ukrainische Tennisspielerin
- Chodan, Tiberiu-Liviu (* 1959), rumänischer Militär
- Chodapanahi, Mohammad-Karim (* 1941), iranischer Politiker und Psychologe
- Chodarjonok, Michail Michailowitsch (* 1954), russischer Oberst
- Chodassewitsch, Wladislaw Felizianowitsch (1886–1939), russischer Schriftsteller
- Chodat, Robert (1865–1934), Schweizer Botaniker und Algenforscher
- Chodau, Maximiliane Hiserle von († 1738), Geliebte des sächsischen Kurfürsten August des Starken und danach von Alexander Benedikt SobieskiMaximiliane Hiserle von Chodau († 1738)

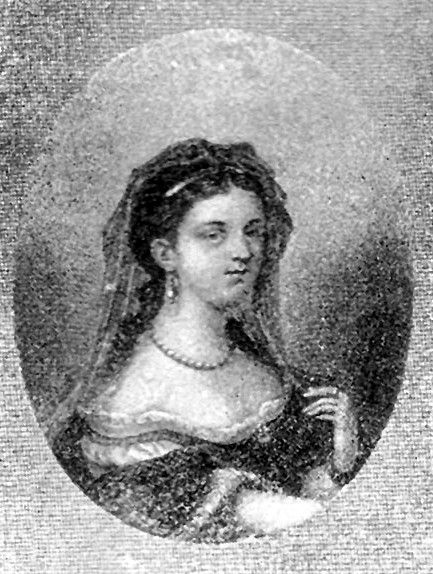
Maximiliane Hiserle von Chodau († 1738)

- Chodayari, Sahar († 2019), iranische Aktivistin für Frauenrechte
- Choden, Dorji (* 1960), bhutanische Politikerin
- Choden, Kunzang (* 1952), bhutanische Autorin
- Choden, Kunzang (* 1984), bhutanische Sportschützin
- Choden, Phuntsho (1911–2003), Königsgemahlin von Bhutan
- Choden, Sangay (* 1963), bhutanische Königin und Königin-Mutter
- Choden, Tshering (* 1979), bhutanische Bogenschützin
- Choderlos de Laclos, Pierre-Ambroise-François (1741–1803), französischer Schriftsteller und Offizier
- Chodiev, Patokh (* 1953), belgisch-kasachischer Unternehmer
- Chodkiewicz, Aleksander Franciszek (1776–1838), polnisch-litauischer Politiker und General
- Chodkiewicz, Jan Karol (1560–1621), polnischer Feldherr
- Chodkiewicz, Jan Mikołaj (1738–1781), General in der königlichen polnischen Armee (ab 1774)
- Chodkow, Oleg Walerjewitsch (* 1974), russischer Handballspieler
- Chodkowski, Wacław (1878–1953), polnischer Maler
- Chodorkowski, Michail Borissowitsch (* 1963), russischer UnternehmerMichail Borissowitsch Chodorkowski (* 1963)

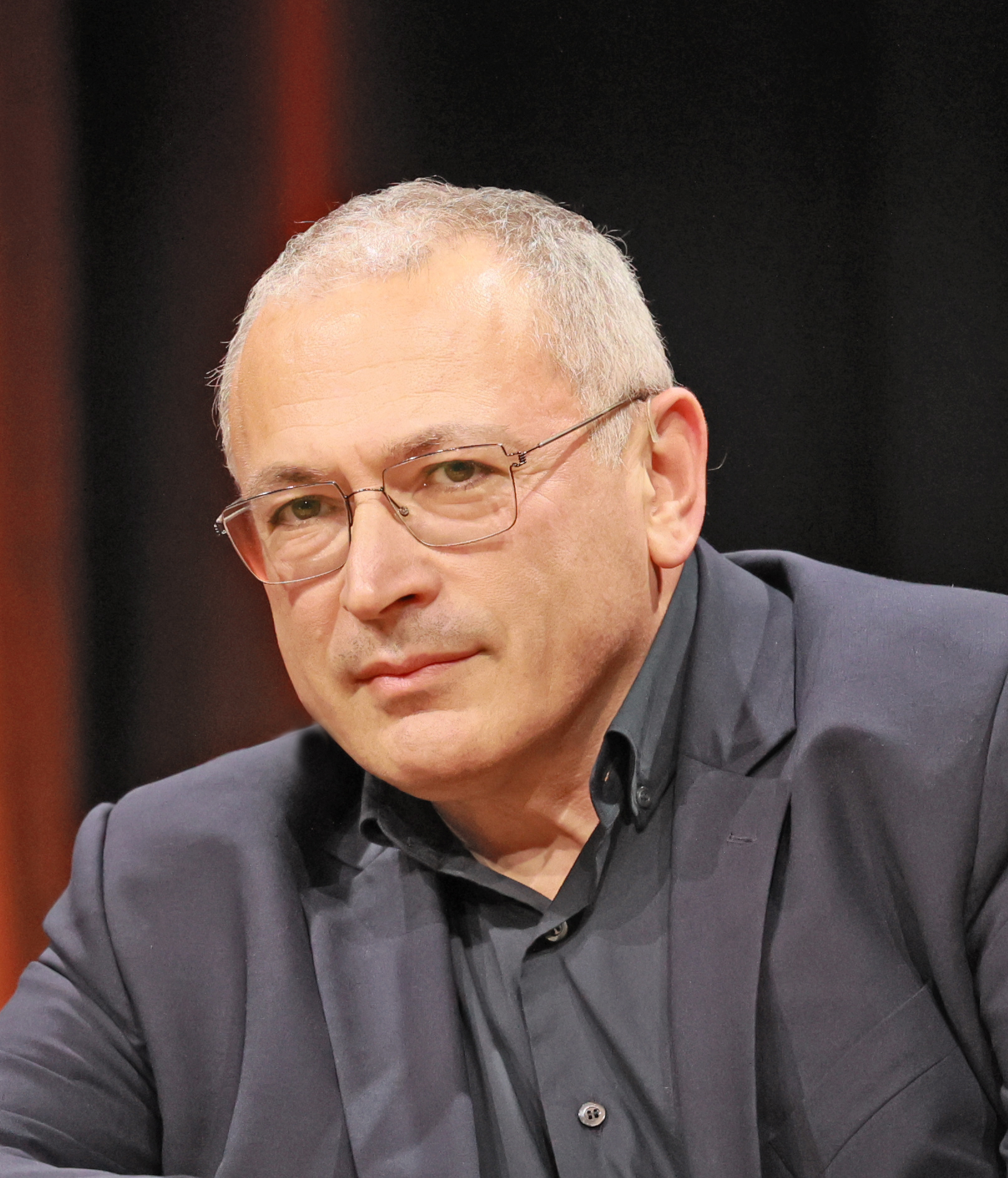
Michail Borissowitsch Chodorkowski (* 1963)

- Chodorow, Nancy (* 1944), US-amerikanische Soziologin, Psychoanalytikerin und Feministin
- Chodorowitsch, Sergei Dmitrijewitsch (* 1940), sowjetisch-französischer Menschenrechtler
- Chodorowitsch, Tatjana Sergejewna (1921–2015), sowjetisch-russische Linguistin und Menschenrechtlerin
- Chodos, Alan (* 1943), kanadischer Physiker
- Chodos, German Lasarewitsch (1941–2023), sowjetischer Schachspieler der UdSSR (1960)
- Chodos, Sergei Wiktorowitsch (* 1986), kasachisch-russischer Degenfechter
- Chodounsky, David (* 1984), US-amerikanischer Skirennläufer
- Chodow, Wolodymyr (1976–2004), ukrainischer Terrorist
- Chodowiecki, Daniel (1726–1801), deutscher Kupferstecher, Grafiker und Illustrator
- Chodowiecki, Wilhelm (1765–1805), deutscher Maler, Kupferstecher und Illustrator
- Chödrag Gyatsho (1454–1506), siebter Lama in der Inkarnationsreihe der Karmapas
- Chödrag Yeshe (* 1453), 4. Shamar Rinpoche
- Chödrub Gyatsho (1733–1791), 10. Shamarpa
- Chodscha, Chaled (* 1965), syrischer Politiker und Diplomat
- Chodschanijasow, Dschamaldin Abduchalitowitsch (* 1996), russischer Fußballspieler
- Chodschasch, Swetlana Ismailowna (1923–2008), sowjetische bzw. russische Ägyptologin
- Chodschaschewa, Schochista (* 1995), kasachische Fußballspielerin
- Chodschaschwili, Ljudmila (* 1957), abchasische Politikerin
- Chodtschenkowa, Swetlana Wiktorowna (* 1983), russische Fernseh- und Filmschauspielerin sowie ModelSwetlana Wiktorowna Chodtschenkowa (* 1983)

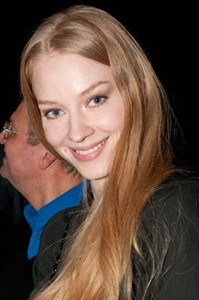
Swetlana Wiktorowna Chodtschenkowa (* 1983)

- Chodulow, Iwan (* 1994), bulgarischer Eishockeyspieler
- Chodura, Dietmar (* 1972), österreichischer Pädagoge und Schulbuchautor
- Chodykin, Denis Sergejewitsch (* 1999), russischer Eiskunstläufer
- Chodzinski, Armin (* 1970), deutscher Künstler, Autor und Performer
- Chodziński, Kazimierz (1861–1921), polnischer Bildhauer
- Chodźko, Aleksander (1804–1891), polnischer Dichter, Orientalist und Slawist

### Choe
- Choe Pu-il (* 1944), nordkoreanischer Politiker (PdAK) und Minister
- Choe, Byeong-kwang (* 1991), südkoreanischer Leichtathlet
- Choe, Chol-man (* 1985), nordkoreanischer Fußballspieler
- Choe, Dok-sin (1914–1989), koreanischer Politiker und Diplomat
- Ch’oe, Hwi (* 1954), nordkoreanischer Politiker
- Choe, Hyeong-min (* 1990), südkoreanischer Radrennfahrer
- Choe, Hyo-sim (* 1993), nordkoreanische Gewichtheberin
- Choe, Jong-hui (* 1991), nordkoreanische Eishockeyspielerin
- Choe, Kang Il (* 1959), nordkoreanischer Diplomat
- Choe, Kang-wook (* 1968), südkoreanischer Politiker
- Choe, Kum-chol (* 1987), nordkoreanischer Fußballspieler
- Choe, Kum-hui (* 1987), nordkoreanische Wasserspringerin
- Choe, Kwang-ryool (* 1936), südkoreanischer Jurist
- Choe, Myong-gwang (* 1990), nordkoreanischer Skirennläufer
- Choe, Myong-ho (* 1988), nordkoreanischer Fußballspieler
- Choe, Ryong-hae (* 1950), nordkoreanischer Politiker und VizemarschallChoe Ryong-hae (* 1950)

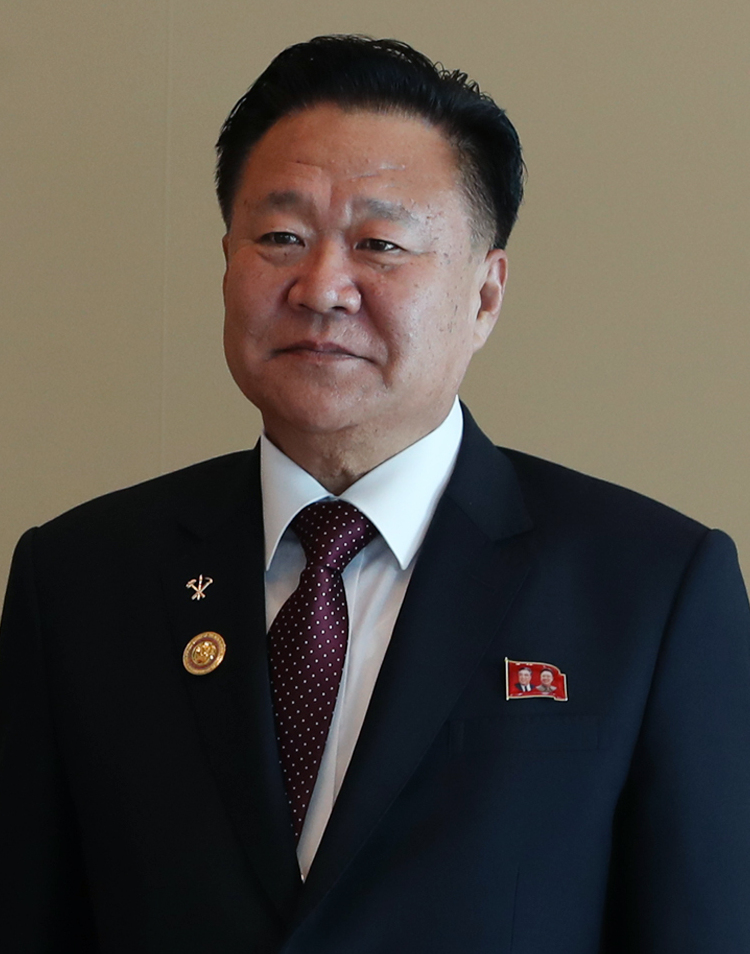
Choe Ryong-hae (* 1950)

- Choe, Sang-uk (* 1929), nordkoreanischer Politiker
- Choe, Son-hui (* 1964), nordkoreanische Diplomatin und Politikerin
- Choe, Su-hon (* 1939), nordkoreanischer Politiker
- Choe, Thae-bok (1930–2024), nordkoreanischer Politiker
- Choe, U-ram (* 1970), südkoreanischer Künstler
- Choe, Un-gyong (* 1994), nordkoreanische Eishockeyspielerin
- Choe, Ung-chon (* 1982), nordkoreanischer Fußballspieler
- Ch’oe, Yong-gŏn (1900–1976), nordkoreanischer Politiker
- Choe, Yong-gon (1951–2015), nordkoreanischer Politiker
- Ch’oe, Yŏng-rim (* 1930), nordkoreanischer Politiker
- Choe, Yu-ri (* 1994), südkoreanische Fußballspielerin
- Ch’oe, Yun (* 1953), südkoreanische Autorin
- Choennie, Karel (* 1958), surinamischer Geistlicher, römisch-katholischer Bischof (Bistum Paramaribo)
- Choey Sawat, Orawan, thailändische Squashspielerin

### Chof
- Choffat, Joseph (1866–1939), Schweizer Diplomat
- Chofi, Jitzchak (1927–2014), israelischer Geheimdienstler, Direktor des israelischen Geheimdienstes Mossad

### Chog
- Choge, Augustine Kiprono (* 1987), kenianischer Mittel- und Langstreckenläufer
- Chōgen (1121–1206), japanischer Mönch
- Choggyur Lingpa (1829–1870), tibetischer Tertön
- Chogo († 214), König von Baekje, einem der Drei Reiche von Korea (166 bis 214)
- Chogsom, Batbayar (* 1974), schweizerisch-mongolischer Filmemacher
- Chögyam Trungpa (1939–1987), tibetischer Meditationslehrer und LinienhalterChögyam Trungpa (1939–1987)

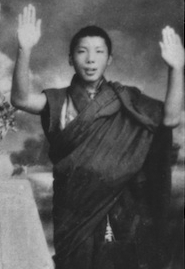
Chögyam Trungpa (1939–1987)

- Chögyel Phagpa (* 1235), Vizekönig von Tibet

### Choi
- Choi Hyo-joo (* 1998), südkoreanische Tischtennisspielerin
- Choi Jung-sik (* 1983), südkoreanischer Eishockeyspieler
- Choi Kang-hee (* 1977), südkoreanische Schauspielerin
- Choi Seung-youn (* 1964), südkoreanische Eisschnellläuferin
- Choi, Andreas Chang-mou (* 1936), südkoreanischer Geistlicher, Alterzbischof von Gwangju
- Choi, Bae-geun (* 1959), südkoreanischer Politiker
- Choi, Beom-kyeong (* 1997), südkoreanischer Fußballspieler
- Choi, Bo-gun (* 1991), südkoreanischer Snowboarder
- Choi, Boniface Ki-san (1948–2016), südkoreanischer Geistlicher, römisch-katholischer Bischof von Incheon
- Choi, Bool-am (* 1940), südkoreanischer Schauspieler und Professor
- Choi, Byung-chul (* 1981), südkoreanischer Florettfechter
- Choi, Byung-hak, südkoreanischer Badmintonspieler
- Choi, Chan-Ok (* 1961), deutscher Berufssoldat und Taekwondo-Sportler
- Choi, Chang-ho (* 1964), südkoreanischer Boxer im Fliegengewicht
- Choi, Chol-su (* 1969), nordkoreanischer Boxer
- Choi, Chun-ki (* 1988), koreanischer Biathlet
- Choi, Chung-min (1930–1983), südkoreanischer Fußballspieler
- Choi, Cynthia (* 1966), US-amerikanische Menschenrechtsaktivistin
- Choi, Dae-shik (1965–2024), südkoreanischer Fußballspieler
- Choi, Dae-woo (* 1976), südkoreanischer Fußballschiedsrichter
- Choi, Daniel (* 1986), südkoreanischer Schauspieler
- Choi, Dong-hui (* 1998), südkoreanischer Zehnkämpfer
- Choi, Dong-hun (* 1971), südkoreanischer Filmregisseur, Drehbuchautor und Schauspieler
- Choi, Dong-ok (* 1950), nordkoreanische Eisschnellläuferin
- Choi, Doo-sun (1894–1974), südkoreanischer Politiker
- Choi, Du-jin (* 1995), südkoreanischer Biathlet
- Choi, Edmund, US-amerikanischer Komponist
- Choi, Eun-hee (1926–2018), südkoreanische SchauspielerinChoi Eun-hee (1926–2018)

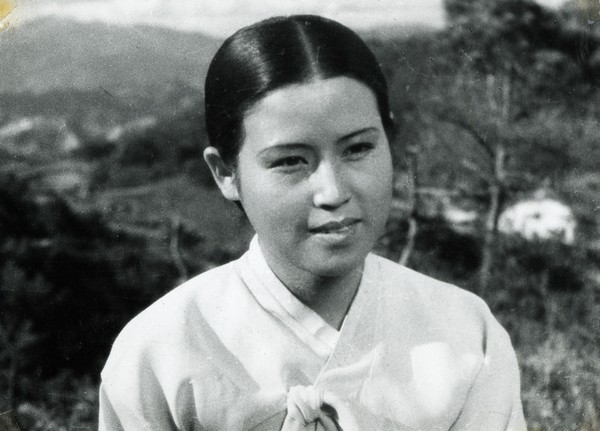
Choi Eun-hee (1926–2018)

- Choi, Eun-kyung (* 1984), südkoreanische Shorttrackerin
- Choi, Eun-sook (* 1986), südkoreanische Degenfechterin
- Choi, Eun-sung (* 1971), koreanischer Fußballtorhüter
- Choi, Gee-sung (* 1951), südkoreanischer Manager
- Choi, Gyu-jin (* 1985), südkoreanischer Ringer
- Choi, Ha-won (* 1937), südkoreanischer Filmregisseur
- Choi, Heamin (* 1984), südkoreanischer Automobilrennfahrer
- Choi, Hee-seo (* 1987), südkoreanische Schauspielerin
- Choi, Heung-chul (* 1981), koreanischer Skispringer
- Choi, Hi-yong (* 1965), südkoreanischer Boxer im Halbfliegen- und Strohgewicht
- Choi, Ho-ju (* 1992), südkoreanischer Fußballspieler
- Choi, Hong-hi (1918–2002), südkoreanischer General und Mitentwickler der Kampfkunst Taekwondo
- Choi, Hong-man (* 1980), südkoreanischer KickboxerChoi Hong-man (* 1980)

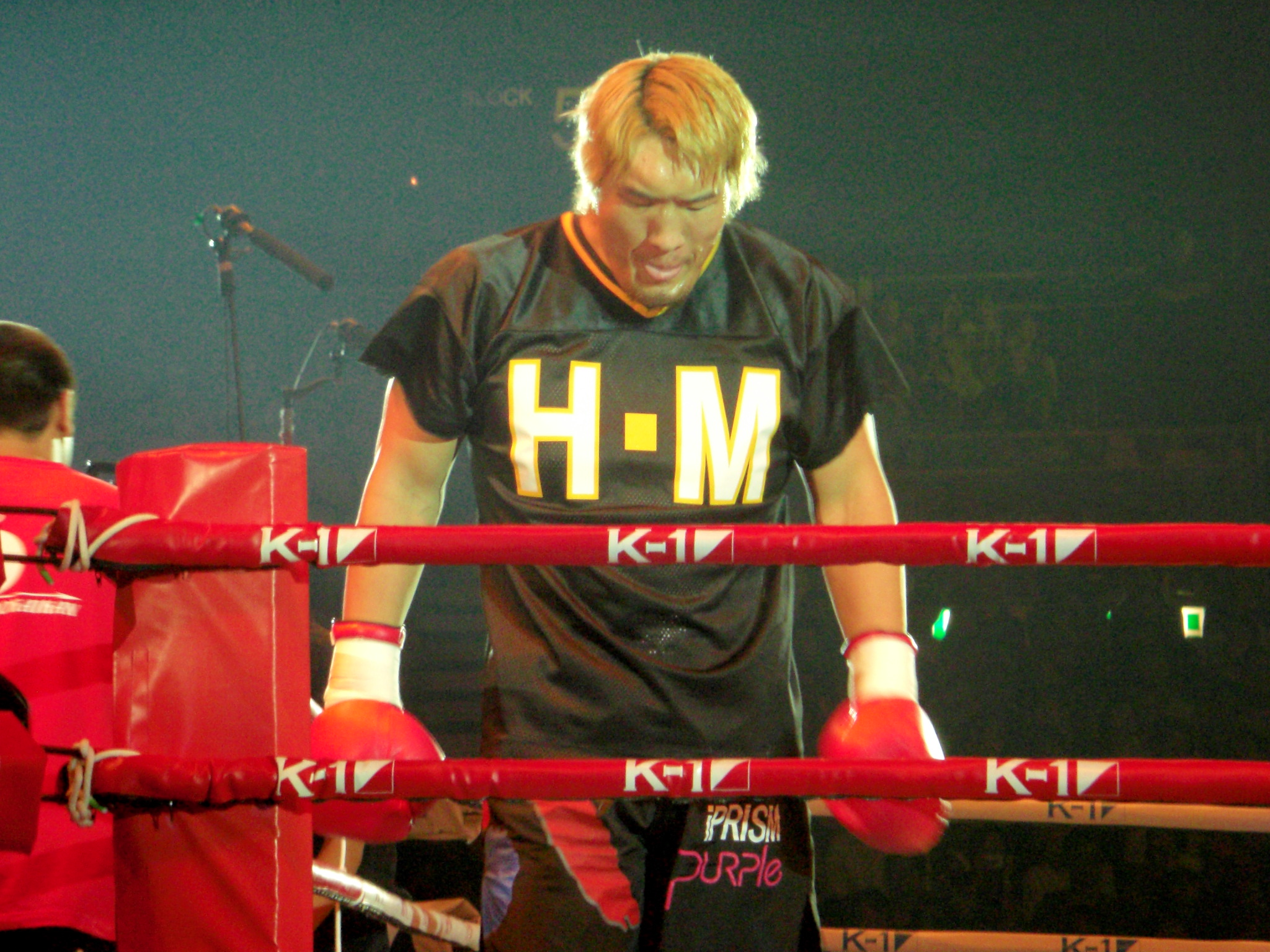
Choi Hong-man (* 1980)

- Choi, Hye-in (* 1992), südkoreanische Badmintonspielerin
- Choi, Hye-sook (* 1971), südkoreanische Eisschnellläuferin
- Choi, Hyun-joo (* 1984), südkoreanische Bogenschützin
- Choi, Hyung-chan (* 2001), südkoreanischer Fußballspieler
- Choi, Il-nam (1932–2023), südkoreanischer Journalist und Schriftsteller
- Choi, Im-heon (* 1983), südkoreanischer Skilangläufer
- Choi, Im-jeong (* 1981), südkoreanische Handballspielerin
- Choi, In-chol (* 1974), nordkoreanischer Eisschnellläufer
- Choi, In-ho (1945–2013), südkoreanischer Schriftsteller
- Choi, In-hun (1936–2018), südkoreanischer Schriftsteller
- Choi, In-jeong (* 1990), südkoreanische Degenfechterin
- Choi, In-seok (* 1953), südkoreanischer Autor
- Choi, In-young (* 1962), südkoreanischer Fußballtorhüter
- Choi, Jae-bong (* 1980), südkoreanischer Eisschnellläufer
- Choi, Jae-hyung (* 1956), südkoreanischer Richter und Behördenleiter
- Choi, Jae-woo (* 1994), südkoreanischer Freestyle-Skisportler
- Choi, Jasmine (* 1983), südkoreanische FlötistinJasmine Choi (* 1983)

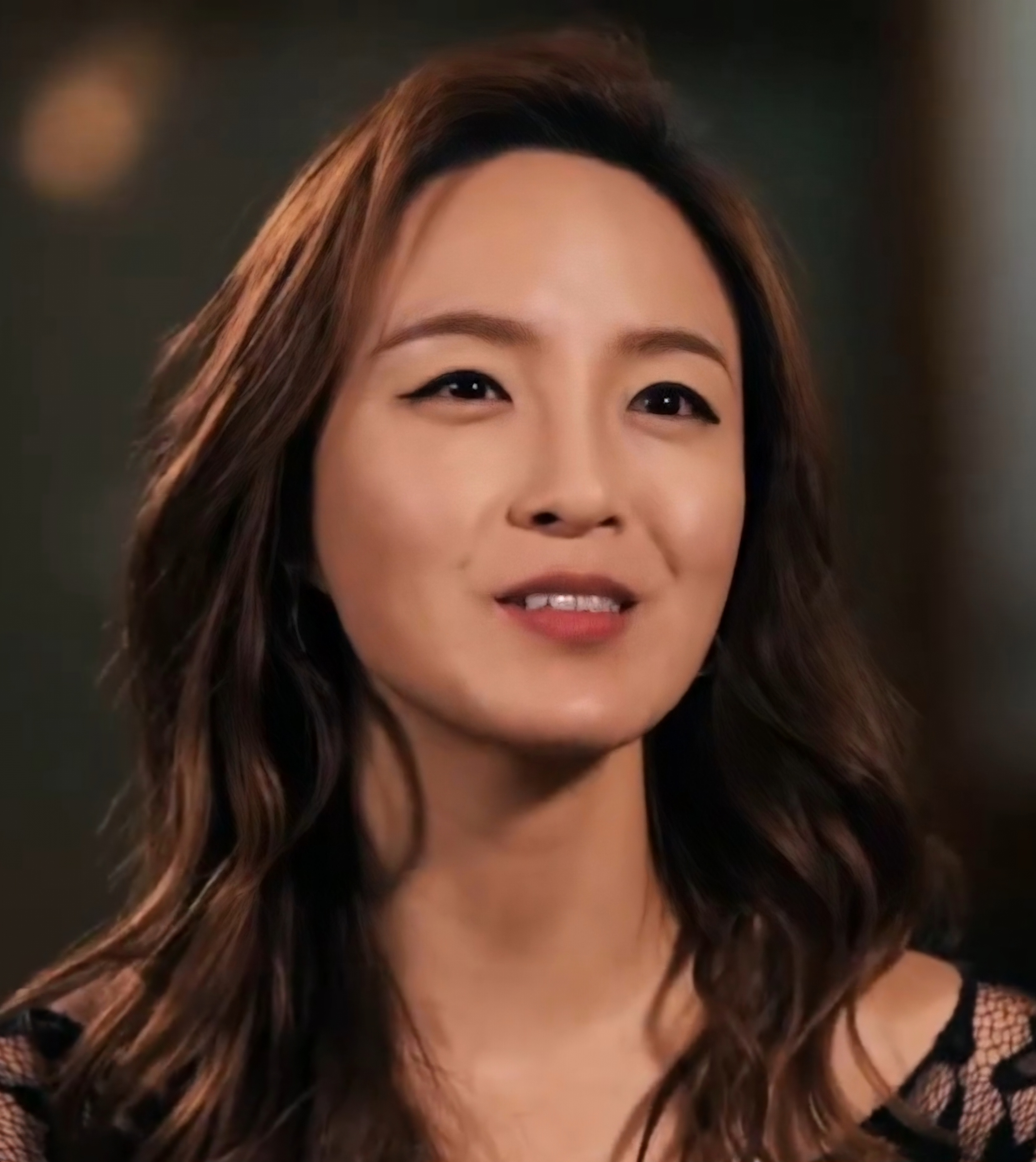
Jasmine Choi (* 1983)

- Choi, Jeongrye (1955–2021), südkoreanische Lyrikerin
- Choi, Ji-hee (* 1995), südkoreanische Tennisspielerin
- Choi, Ji-hyun (* 1994), südkoreanische Shorttrackerin
- Choi, Ji-tae (* 1972), südkoreanischer Badmintonspieler
- Choi, Ji-yeon (* 1998), südkoreanische Eishockeytorhüterin
- Choi, Jin-cheul (* 1971), südkoreanischer Fußballspieler
- Choi, Jin-sil (1968–2008), südkoreanische Schauspielerin
- Choi, Jnr (* 1999), britischer Rapper und Model
- Choi, John A. Jae-seon (1912–2008), südkoreanischer Geistlicher, römisch-katholischer Bischof von Pusan (1957–1973)
- Choi, John Baptist Deok-hong (1902–1954), koreanischer römisch-katholischer Bischof und Apostolischer Vikar
- Choi, John Young-su (1942–2009), südkoreanischer Geistlicher, römisch-katholischer Bischof von Daegu, Südkorea
- Choi, Jong-bum (* 1981), südkoreanischer Diskuswerfer
- Choi, Jong-woo (* 1997), südkoreanischer Badmintonspieler
- Choi, Jum-hwan (* 1963), südkoreanischer Boxer im Halbfliegen- und Strohgewicht
- Choi, Jung-han (* 1989), südkoreanischer Fußballspieler
- Choi, Jung-hui (* 1951), südkoreanische Eisschnellläuferin
- Choi, Jung-won (* 1995), südkoreanischer Fußballspieler
- Choi, Kang-hee (* 1959), südkoreanischer Fußballspieler und -trainer
- Choi, Kenneth (* 1971), US-amerikanischer Schauspieler
- Choi, Kyoung-rok (* 1995), südkoreanischer Fußballspieler
- Choi, Kyu-ha (1919–2006), südkoreanischer Premierminister und PräsidentChoi Kyu-ha (1919–2006)

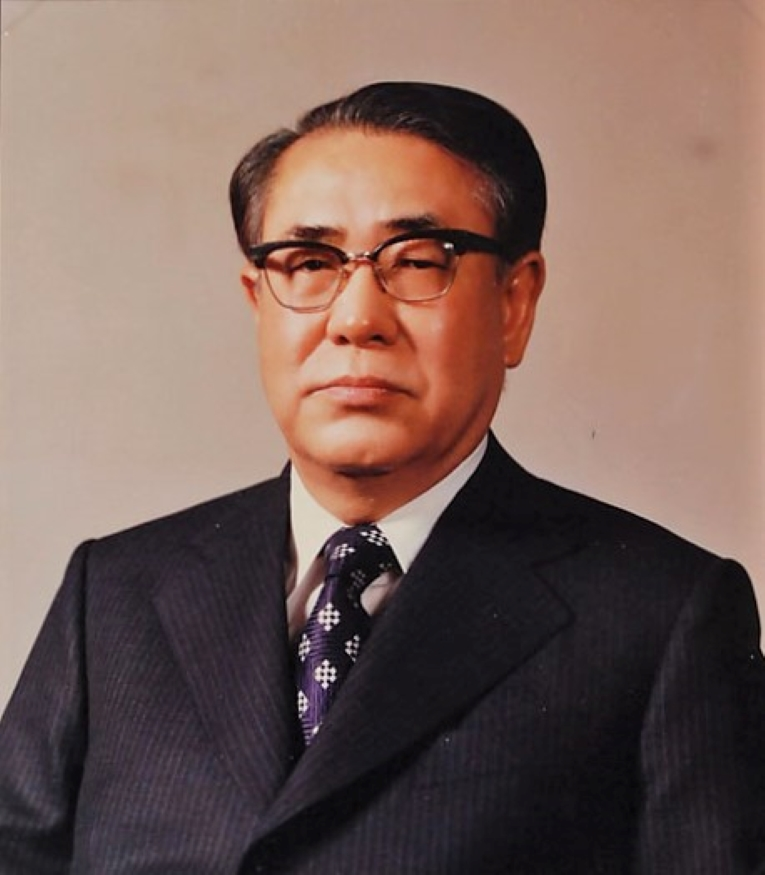
Choi Kyu-ha (1919–2006)

- Choi, Kyung-hee (* 1981), südkoreanische Marathonläuferin
- Choi, Kyung-ju (* 1970), südkoreanischer Golfer
- Choi, Kyung-sun (* 1992), südkoreanische Langstreckenläuferin
- Choi, Ma-ree (* 1975), südkoreanische Badmintonspielerin
- Choi, Malene (* 1973), südkoreanisch-dänische Regisseurin und Drehbuchautorin
- Choi, Matthew Kwang-Hee (* 1977), koreanischer römisch-katholischer Geistlicher, Weihbischof in Seoul
- Choi, Melody B. (* 2001), kanadische Schauspielerin
- Choi, Mi-ok (* 1971), nordkoreanischer Skirennläufer
- Choi, Mi-sun (* 1996), südkoreanische Bogenschützin
- Choi, Min-ho (* 1980), südkoreanischer Badmintonspieler
- Choi, Min-ho (* 1980), südkoreanischer Judoka
- Choi, Min-ho (* 1991), südkoreanischer Sänger, Rapper und Schauspieler
- Choi, Min-jeong (* 1998), südkoreanische Shorttrackerin
- Choi, Min-kyung (* 1982), südkoreanisch-französische Shorttrackerin

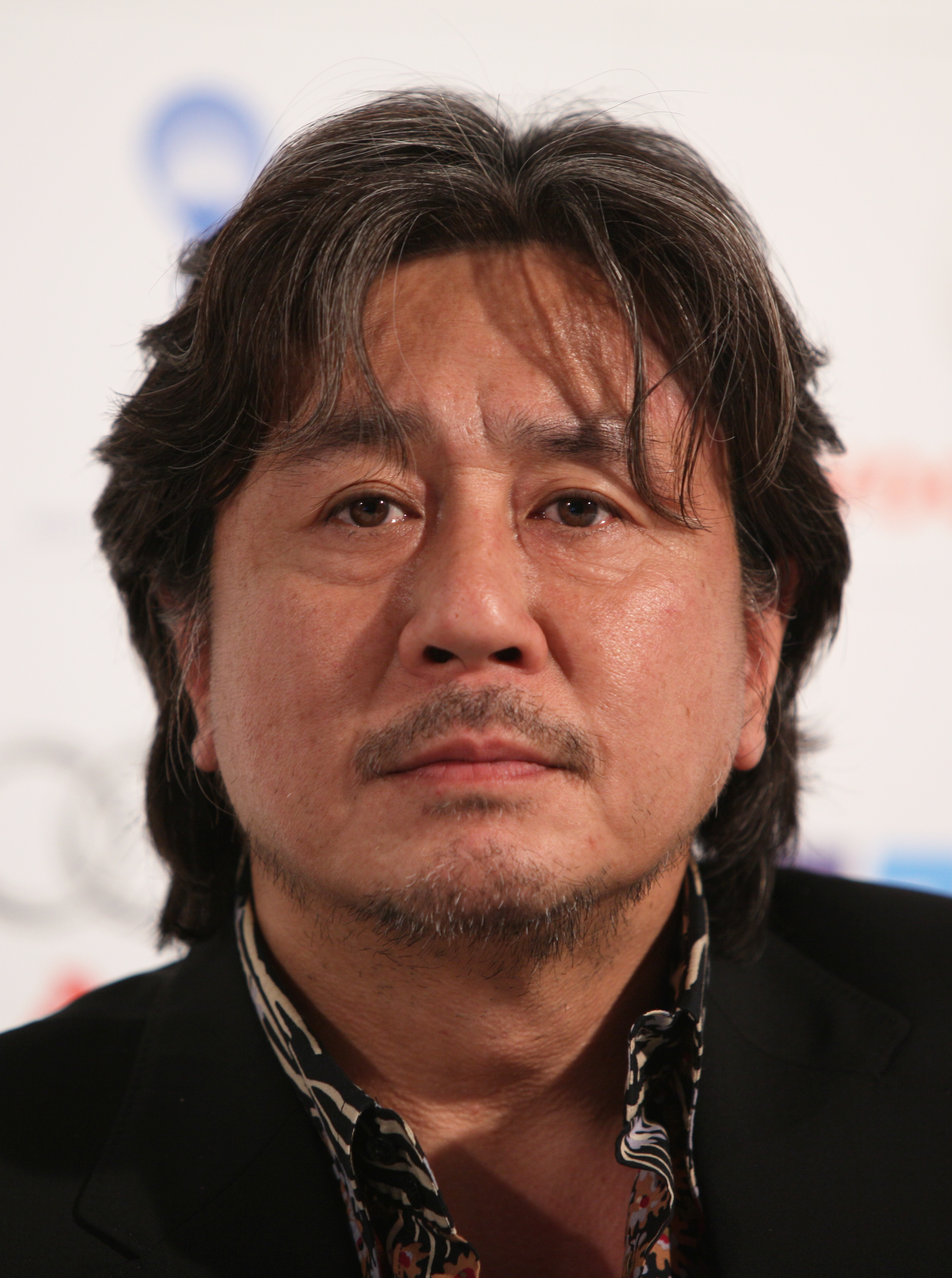
Choi Min-sik (* 1962)

- Choi, Min-sik (* 1962), südkoreanischer SchauspielerChoi Min-sik (* 1962)
- Choi, Min-su (* 1962), südkoreanischer Schauspieler
- Choi, Moon-soon (* 1956), südkoreanischer Politiker
- Choi, Mun-sik (* 1971), südkoreanischer Fußballspieler und -trainer
- Choi, Myung-jun (* 1986), südkoreanischer Sprinter
- Choi, Paul Duk-ki (* 1948), südkoreanischer Geistlicher, emeritierter Bischof von Suwon
- Choi, Ri (* 1995), südkoreanische Schauspielerin
- Choi, Sang-mok (* 1963), südkoreanischer Politiker
- Choi, Se-bin (* 2000), südkoreanische Säbelfechterin
- Choi, Season (* 2006), chinesische Sprinterin (Hongkong)
- Choi, Seok-jeong (1646–1715), koreanischer Mathematiker und Politiker
- Choi, Seong-min (* 1991), südkoreanischer Fußballspieler
- Choi, Seou (* 1982), südkoreanischer Skispringer
- Choi, Seung-ho (* 1954), südkoreanischer Autor
- Choi, Seung-ja (* 1952), südkoreanische Dichterin und Übersetzerin
- Choi, Seung-yong (* 1980), südkoreanische Eisschnellläuferin
- Choi, Si-young (* 1991), südkoreanischer Eishockeyspieler
- Choi, Sol-gyu (* 1995), südkoreanischer Badmintonspieler
- Choi, Soo-yeon (* 1990), südkoreanische Säbelfechterin
- Choi, Soon-ho (* 1962), südkoreanischer Fußballspieler und -trainer
- Choi, Soon-sil (* 1956), südkoreanische Unternehmerin, Schamanin und Kriminelle
- Choi, Stanley (* 1968), chinesischer Unternehmer und Pokerspieler
- Choi, Suchol (* 1958), südkoreanischer Schriftsteller
- Choi, Sung-won (* 1977), südkoreanischer Karambolagespieler
- Choi, Sung-yong (* 1975), südkoreanischer Fußballspieler
- Choi, Susan (* 1969), US-amerikanische Schriftstellerin
- Choi, Sut Ian (* 1990), chinesische Wasserspringerin (Macau)
- Choi, Tae-min (1912–1994), südkoreanischer Sektenführer
- Choi, Tae-uk (* 1981), südkoreanischer Fußballspieler
- Choi, Woo-shik (* 1990), südkoreanischer SchauspielerChoi Woo-shik (* 1990)

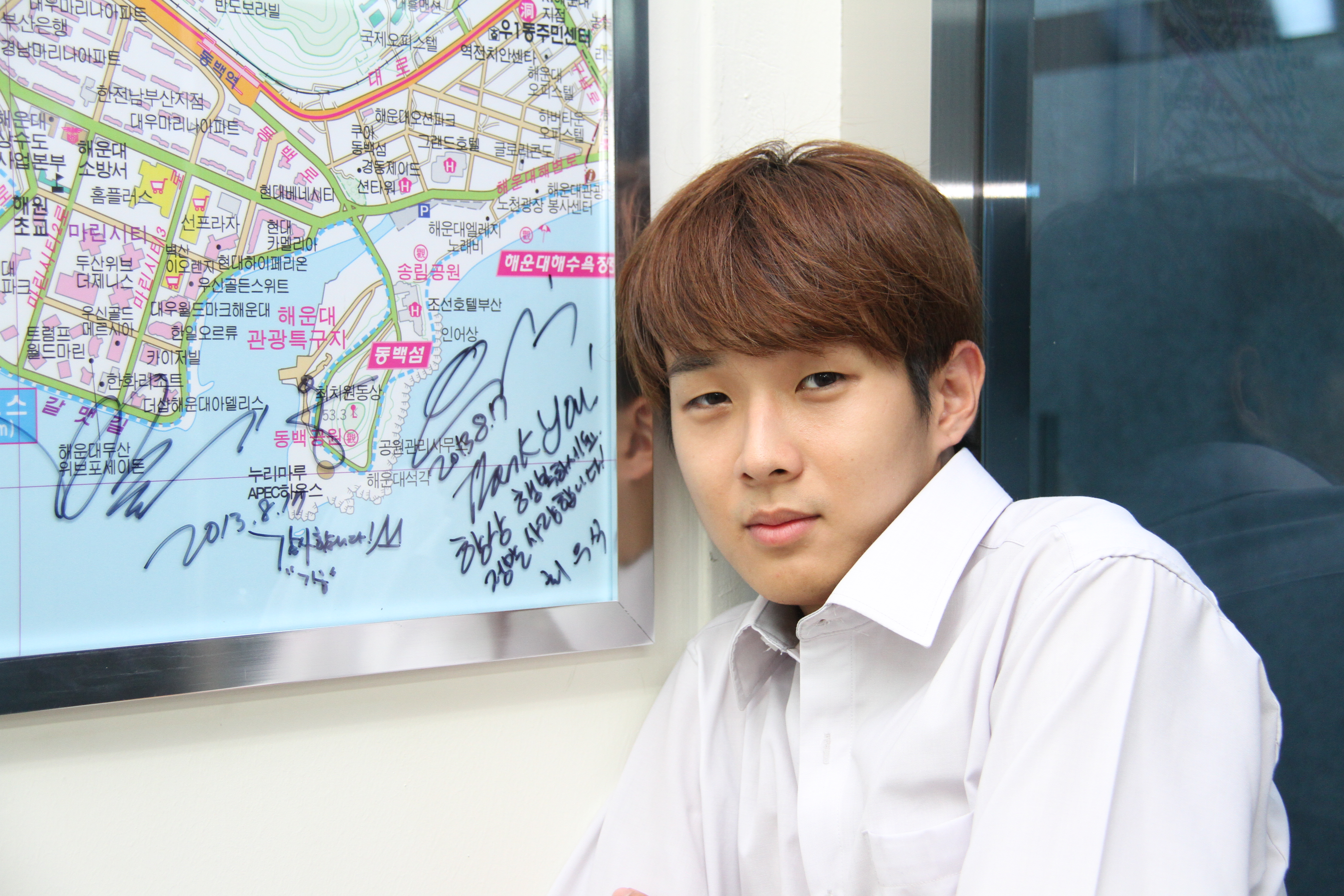
Choi Woo-shik (* 1990)

- Choi, Xooang (* 1975), südkoreanischer Bildhauer und Installationskünstler
- Choi, Ye-bin (* 1998), südkoreanische Schauspielerin
- Choi, Ye-seul (* 1998), südkoreanische Fußballspielerin
- Choi, Yeong-bae (* 1938), südkoreanischer Eisschnellläufer
- Choi, Yo-sam (1972–2008), südkoreanischer Boxsportler
- Choi, Yong-il (* 1966), südkoreanischer Fußballspieler
- Choi, Yong-soo (* 1972), südkoreanischer Boxer im Superfedergewicht und Normalausleger
- Choi, Yong-soo (* 1973), südkoreanischer Fußballspieler
- Choi, Yong-sul (1904–1986), koreanischer Kampfsportler und Begründer des Hapkido
- Choi, Yong-woo (* 1988), südkoreanischer Fußballspieler
- Choi, Yoon-hee (* 1953), südkoreanischer Admiral
- Choi, Young-jin (* 1948), südkoreanischer Diplomat
- Choi, Young-rae (* 1982), südkoreanischer Sportschütze
- Choi, Yu-jeong (* 1976), südkoreanische Schauspielerin
- Choi, Yu-jin (* 1996), südkoreanische Sängerin und Schauspielerin
- Choi, Yu-jung (* 2000), südkoreanische Eishockeyspielerin
- Choi, Yun-chil (1928–2020), südkoreanischer Marathonläufer
- Choi, Yun-hee (* 1986), südkoreanische Stabhochspringerin
- Choi, Yun-kyeom (* 1962), südkoreanischer Fußballspieler und -trainer
- Choi, Yung-keun (1923–1994), südkoreanischer Fußballspieler
- Choi-ahoi, Kyung-hwa (* 1967), südkoreanische Malerin und Hochschullehrerin
- Choice, Damon, US-amerikanischer Jazzmusiker (Vibraphon)
- Choice, Harriet (1942–2023), US-amerikanische Musikjournalistin
- Choinan, Johannes (1616–1664), sorbischer Sprachforscher und evangelischer Pfarrer
- Choinet, Laura (* 1984), französische Badmintonspielerin
- Choinière, Mathieu (* 1999), kanadischer Fußballspieler
- Choinski, Jan (* 1996), deutsch-britischer TennisspielerJan Choinski (* 1996)

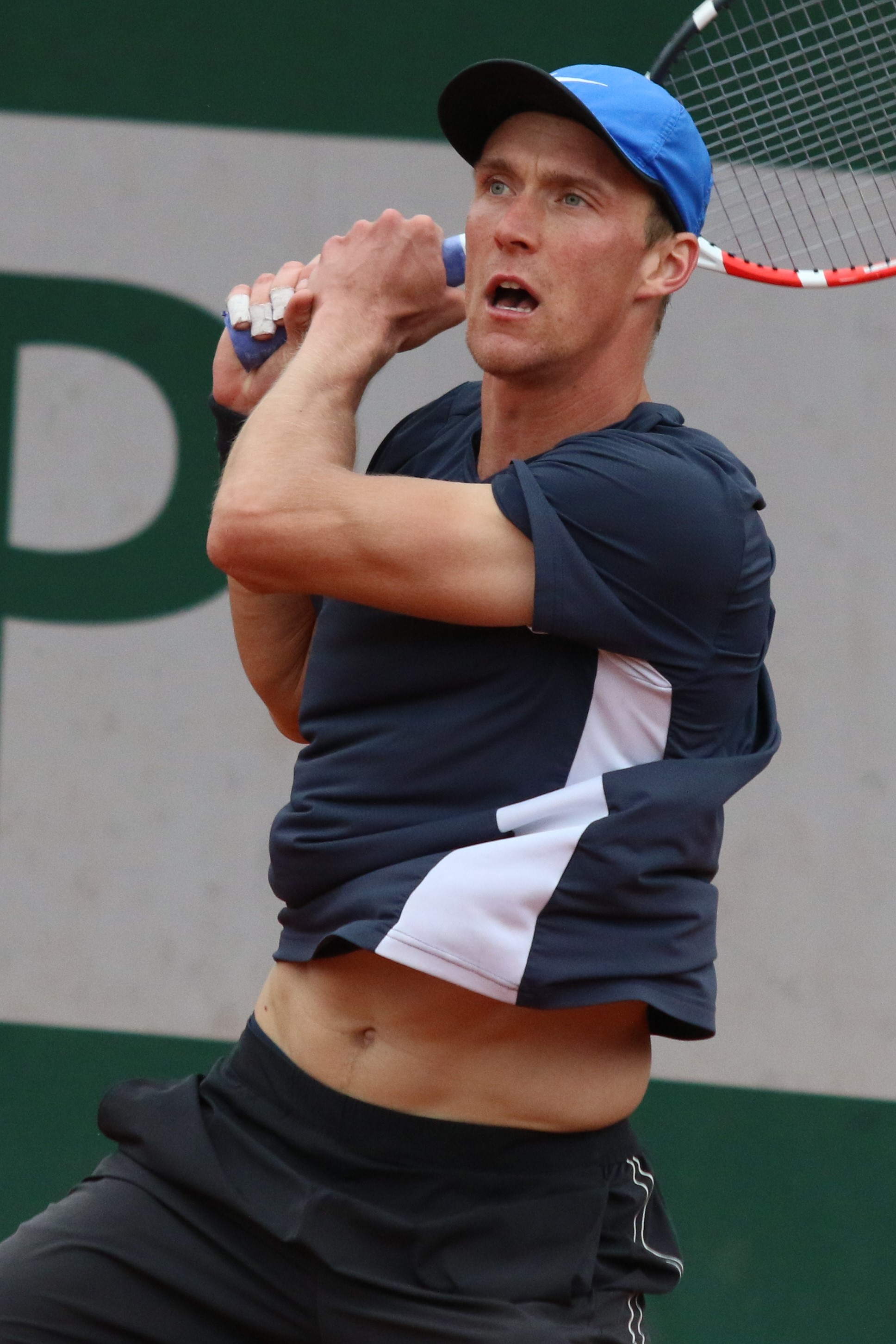
Jan Choinski (* 1996)

- Choireas († 824), byzantinischer Rebell und Gefolgsmann des Gegenkaisers Thomas des Slawen
- Choirilos von Athen, antiker griechischer Dramatiker
- Choirilos von Samos, antiker griechisch-makedonischer Epiker
- Choisel, Eugène (1881–1946), französischer Hürdenläufer und Weitspringer
- Choiseul de Beaupré, Antoine Clairiard de (1707–1774), französischer Kardinal der Römischen Kirche
- Choiseul de Plessis-Praslin, César III. Auguste de (1637–1705), französischer Aristokrat, Soldat und Maréchal de camp
- Choiseul, César de, 1er duc de Choiseul (1598–1675), französischer Aristokrat, Soldat und Marschall von Frankreich
- Choiseul, Étienne-François de (1719–1785), französischer StaatsmannÉtienne-François de Choiseul (1719–1785)

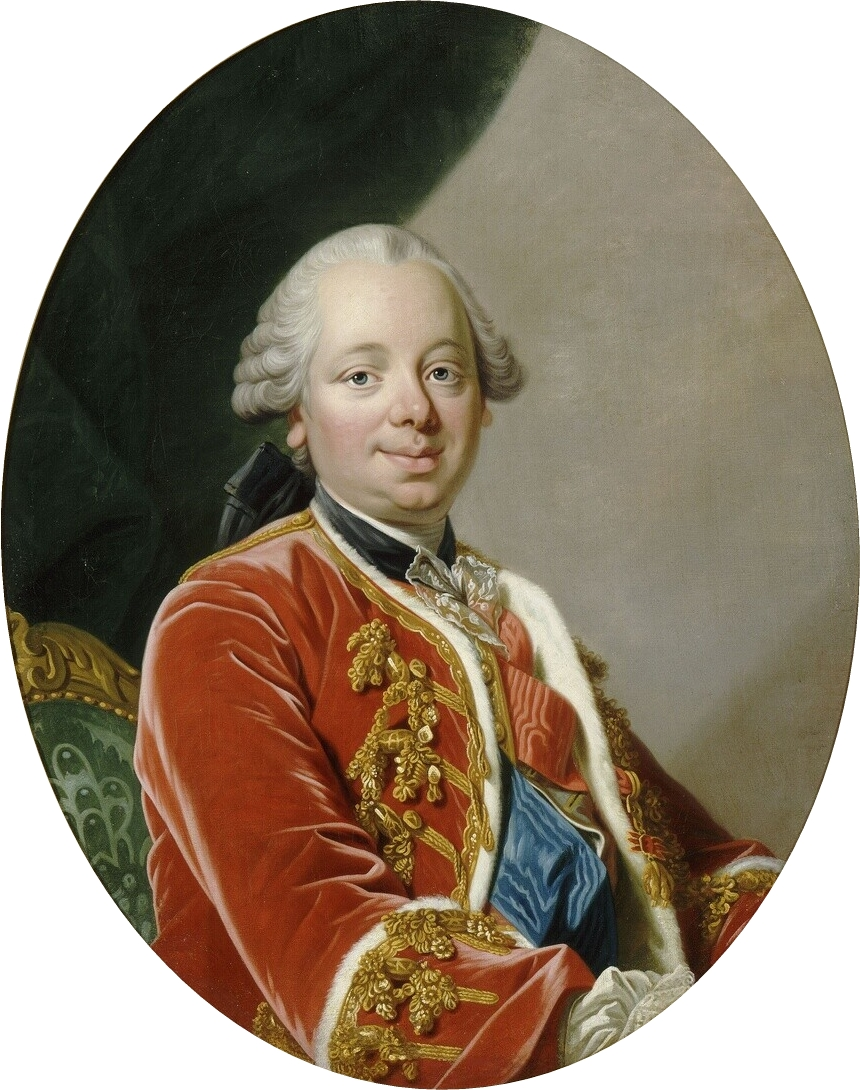
Étienne-François de Choiseul (1719–1785)

- Choiseul-Beaupré, François-Joseph de (1650–1711), französischer Seeoffizier und Kolonialadministrator
- Choiseul-Francières, Claude de (1632–1711), französischer Marschall
- Choiseul-Gouffier, Marie-Gabriel-Florent-Auguste de (1752–1817), französischer Diplomat und Historiker
- Choiseul-Praslin, Antoine-César de (1756–1808), Maréchal de camp der Französischen Revolution und des Ersten Kaiserreichs
- Choiseul-Praslin, César Gabriel de (1712–1785), französischer Militär, Diplomat und Staatsmann
- Choiseul-Praslin, Charles Théobald de (1805–1847), Pair von Frankreich
- Choiseul-Stainville, Jacques Philippe de (1727–1789), Marschall von Frankreich
- Choiseul-Stainville, Léopold-Charles (1724–1774), römisch-katholischer Bischof
- Choisnet-Gohard, Marcelle (1914–1974), französische Segelfliegerin
- Choisy, Auguste (1841–1909), französischer Architekturhistoriker
- Choisy, François-Timoléon de (1644–1724), französischer Schriftsteller
- Choisy, Jacques-Denis (1799–1859), Schweizer Theologe, Philosoph und Botaniker
- Choisy, Thomas de (1632–1710), Gouverneur von Saarlouis
- Choitz, Tamara (* 1958), deutsche Altphilologin

### Choj
- Chöje Döndrub Rinchen (1309–1385), Vertreter der Kadampa und Gelug-Schule des tibetischen Buddhismus, erster Lehrer von Tsongkhapa
- Chojecka, Ewa (* 1933), polnische Kunsthistorikerin
- Chojecka, Lidia (* 1977), polnische Leichtathletin
- Choji, Sambo (* 1977), nigerianischer Fußballspieler
- Chōjirō († 1592), japanischer
- Chojnacka, Elżbieta (1939–2017), polnische Cembalistin und Musikpädagogin
- Chojnacka, Małgorzata (* 1983), polnische Kanurennsportlerin
- Chojnacki, Carina (* 1982), deutsche Fußballspielerin
- Chojnacki, Dan, US-amerikanischer Basketballspieler
- Chojnacki, Jarosław (* 1964), polnischer Radrennfahrer
- Chojnacki, Matt (* 1973), US-amerikanischer Freestyle-Skier
- Chojnicki, Józef (1745–1812), Lemberger Maler des Rokoko
- Chojnowska-Liskiewicz, Krystyna (1936–2021), polnische Seglerin
- Chojnowski, Patryk (* 1990), polnischer Tischtennisspieler
- Chojnowski, Silvana (* 1994), deutsche Fußballspielerin
- Chojo, Oshiro (1888–1935), japanischer Kampfkunstexperte des Karate und Kobudō

### Chok
- Chokachi, David (* 1968), US-amerikanischer SchauspielerDavid Chokachi (* 1968)

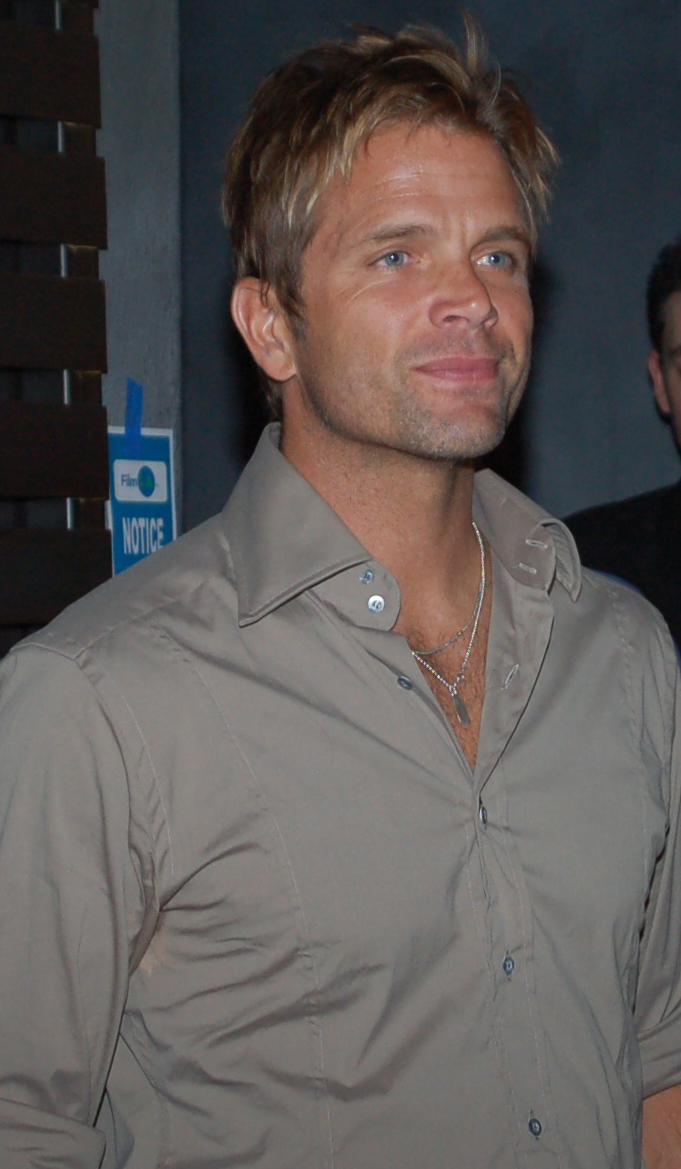
David Chokachi (* 1968)

- Chōkai, Seiji (1902–1972), japanischer Maler
- Chokchai Chuchai (* 1988), thailändischer Fußballspieler
- Chokchai Sukthed (* 1990), thailändischer Fußballspieler
- Chokchev, Kiril (* 1982), bulgarischer Fußballspieler und -trainer
- Chokdee Intharaluck (* 1988), thailändischer Fußballspieler
- Chōkei (1343–1394), 98. Tennō von Japan
- Choketawee Promrut (* 1975), thailändischer Fußballspieler
- Chokhamela, Heiliger aus Maharashtra, Indien
- Choklap Nilsang (* 1987), thailändischer Fußballspieler
- Chokrangsan Sawaengsub (* 1992), thailändischer Fußballspieler
- Chokri, Monia (* 1982), kanadische Schauspielerin und Filmregisseurin
- Chokshi, Roshani, US-amerikanische Schriftstellerin
- Chökyi Chungne (1700–1774), tibetischer Grammatiker
- Chökyi Gyeltshen (1332–1359), Vertreter der Sakya-Schule des tibetischen Buddhismus
- Chōkyōsai, Eiri (* 1759), japanischer Ukiyoe-Künstler

### Chol
- Cholango, Humberto (* 1975), ecuadorianischer Politiker
- Cholesky, André-Louis (1875–1918), französischer Mathematiker
- Cholet, Jade (* 2000), französische Volleyballspielerin
- Cholet, Jean, französischer Kardinal der Römischen Kirche
- Cholet, Jean-Christophe (* 1962), französischer Jazzmusiker (Piano, Komposition)
- Cholet, Jerome (* 1979), deutscher Journalist
- Cholevius, Leo (1814–1878), deutscher Lehrer und Literaturhistoriker
- Cholevová, Charlotte (* 2002), tschechische Handballspielerin
- Cholewinski, Lauren (* 1988), US-amerikanische Eisschnellläuferin
- Cholewo, Alexander Semjonowitsch (* 1943), russischer Mathematiker und mathematischer Physiker
- Cholidis, Nadja (* 1963), deutsche Vorderasiatische Archäologin
- Cholières, Nicolas de (1509–1592), französischer Schriftsteller
- Cholina, Anželika (* 1970), litauische Choreografin
- Chollet, Aïdan (* 2004), französischer Snowboarder
- Chollet, Fanny (* 1991), Schweizer Berufsoffizierin (Hauptmann)
- Chollet, François (* 1989), französischer Informatiker und KI-Experte
- Chollet, Louis (1815–1851), französischer Organist und Komponist
- Chollet, Marcel de (1855–1924), schweizerisch-französischer Maler der Belle Époque
- Chollet, Mona (* 1973), Schweizer Journalistin und Autorin
- Cholmondeley, David, 7. Marquess of Cholmondeley (* 1960), britischer Parlamentarier und FilmemacherDavid Cholmondeley, 7. Marquess of Cholmondeley (* 1960)

David Cholmondeley, 7. Marquess of Cholmondeley (* 1960)

- Cholmondeley, Hugh, 1. Earl of Cholmondeley (1662–1725), englischer Peer und Politiker
- Cholmondeley, Hugh, 2. Baron Delamere (1811–1887), britischer Peer und Politiker
- Cholmondeley, Hugh, 3. Baron Delamere (1870–1931), britischer Peer und Kolonist in Britisch-Ostafrika
- Cholmondeley, James (1708–1775), britischer General und Politiker
- Cholmondeley, Mary (1859–1925), britische Schriftstellerin
- Cholmondeley, Sybil, Marchioness of Cholmondeley (1894–1989), britische Adelige
- Cholmondeley, Thomas P. G. (1968–2016), britischer Adliger, in Kenia wegen Totschlags verurteilt
- Cholmondeley, Thomas, 1. Baron Delamere (1767–1855), britischer Peer und Politiker
- Cholmondeley, Thomas, 4. Baron Delamere (1900–1979), britischer Peer und Kolonist in Britisch-Ostafrika
- Cholmow, Ratmir Dmitrijewitsch (1925–2006), russischer beziehungsweise sowjetischer Schachspieler
- Cholmski, Daniil Dmitrijewitsch († 1493), russischer Militärführer
- Cholnatee Senson (* 2005), thailändischer Fußballspieler
- Cholo, Tlou Theophilus (* 1926), südafrikanischer Antiapartheidskämpfer
- Cholodenko, Arn-Mojsche (1828–1902), russisch-jüdischer Violinist und Klezmer-Musiker
- Cholodenko, Lisa (* 1964), US-amerikanische Filmemacherin
- Cholodenko, Marc (* 1950), französischer Dichter
- Cholodenko, Wadym (* 1986), ukrainischer Pianist
- Cholodkowski, Nikolai Alexandrowitsch (1858–1921), russischer Zoologe, Dichter und Übersetzer
- Cholodnaja, Wera Wassiljewna (1893–1919), russische Kinoschauspielerin
- Cholodny, Nikolai Grigorjewitsch (1882–1953), sowjetischer Botaniker und Mikrobiologe
- Cholodnyj, Petro (1876–1930), ukrainischer Künstler, Wissenschaftler und Politiker
- Cholodow, Dmitri Jurjewitsch (1967–1994), russischer Journalist
- Cholomina, Swetlana Jurjewna (* 1997), russische Beachvolleyballspielerin
- Chołoniewski, Marek (* 1953), polnischer Komponist
- Cholopow, Juri Nikolajewitsch (1932–2003), russischer Musikwissenschaftler und Musiktheoretiker
- Cholopow, Pawel Nikolajewitsch (1922–1988), russischer Astronom und Hochschullehrer
- Cholopowa, Walentina Nikolajewna (1935–2025), russische Musikwissenschaftlerin
- Choloscha, Olena (* 1982), ukrainische Hochspringerin
- Cholostenko, Nikolai Wjatscheslawowitsch (1902–1978), sowjetischer Architekt, Städtebauer, Künstler und Pädagoge
- Cholowski, Dennis (* 1998), kanadischer Eishockeyspieler
- Choloyan, Oshagan (* 1947), Erzbischof der Östlichen Prälatur der Armenischen Apostolischen Kirche in den USA (Katholikat von Kilikien)
- Choʻlpon, Abdulhamid Sulaymon oʻgʻli († 1938), usbekischer Schriftsteller
- Cholratit Jantakam (* 1985), thailändischer Fußballspieler
- Cholsatien Poolworaluk (* 2002), thailändischer Fußballspieler
- Cholschtschewnikowa, Soja Fjodorowna (1920–1991), sowjetische Eisschnellläuferin
- Choltitz, Dietrich von (1894–1966), deutscher General der Infanterie im Zweiten Weltkrieg sowie 1944 Stadtkommandant von ParisDietrich von Choltitz (1894–1966)

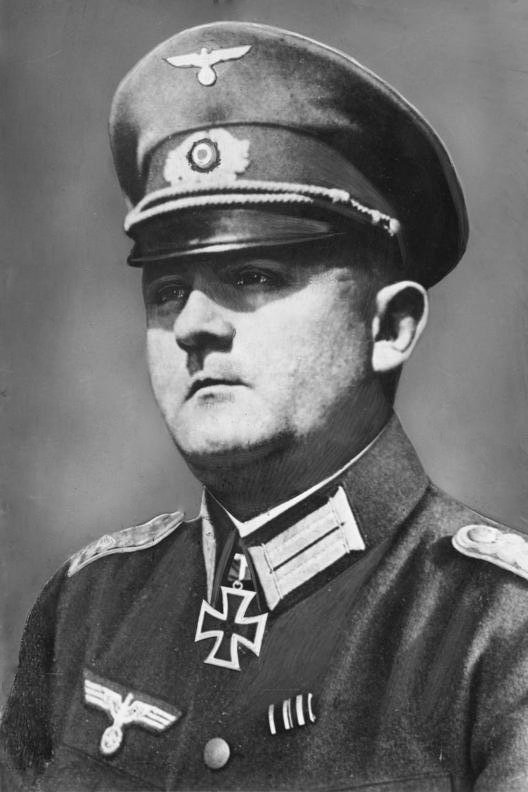
Dietrich von Choltitz (1894–1966)

- Choltitz, Hermann von (1868–1947), deutscher Landrat
- Chołuj, Bożena (* 1956), polnische Germanistin und Genderforscherin

### Chom
- Choma, Beata, polnische Ballonsportlerin
- Choma, Iwan (1923–2006), ukrainischer katholischer Bischof
- Choma, Jaroslaw (* 1974), ukrainischer Fußballspieler
- Chomalí Garib, Fernando Natalio (* 1957), chilenischer Geistlicher, römisch-katholischer Erzbischof von Santiago de Chile
- Chomana, Coulibaly (* 1994), ivorischer Fußballspieler
- Chomat, Claudine (1915–1995), französische Kommunistin und Mitglied der Résistance
- Chomata, Keti (1946–2010), griechische Sängerin
- Chomatenos, Demetrios, Erzbischof von Ochrid
- Chombart de Lauwe, Paul-Henry (1913–1998), französischer Soziologe
- Chomchuendee, Chayanisa (* 1988), thailändische Stabhochspringerin
- Chomden Rigpe Reldri (1227–1305), Kadampa-Meister des Klosters Narthang
- Chomedey de Maisonneuve, Paul (1612–1676), französischer Gouverneur, Gründer von Montreal
- Chomeini, Ahmad († 1995), iranischer schiitischer Geistlicher im Rang eines Hodschatoleslam
- Chomeini, Ruhollah (1902–1989), schiitischer Geistlicher, politischer und spiritueller Führer der islamischen Revolution in Iran (1978–1979)Ruhollah Chomeini (1902–1989)

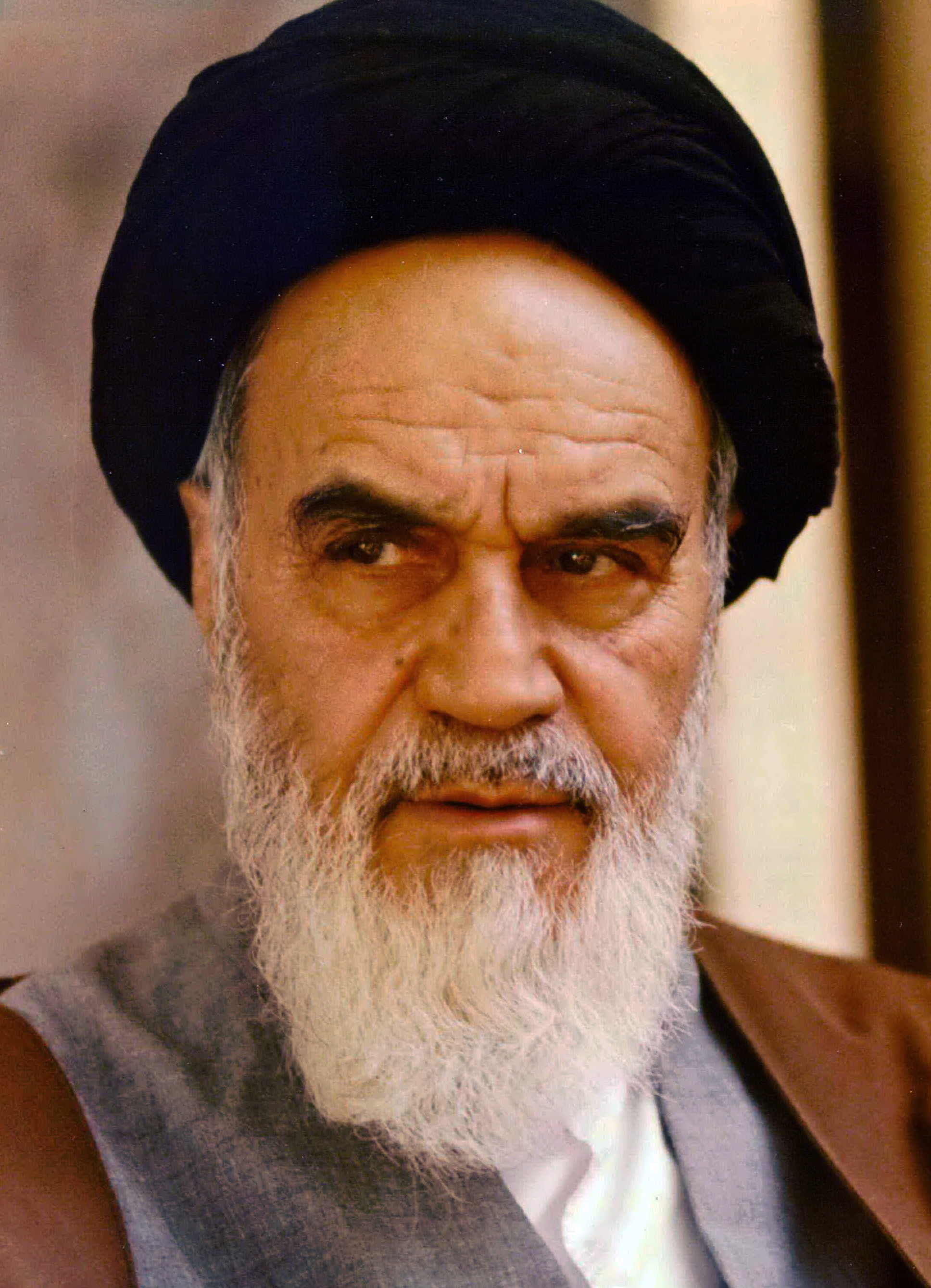
Ruhollah Chomeini (1902–1989)

- Chomenko, Wassili Afanassjewitsch (1899–1943), sowjetischer Generalleutnant
- Chomer, Brianna Joy (* 1994), US-amerikanische Schauspielerin und Model
- Chomet, Sylvain (* 1963), französischer Filmregisseur und Drehbuchautor
- Chomičius, Valdemaras (* 1959), litauischer Basketballspieler und -trainer
- Chomiński, Józef Michał (1906–1994), polnischer Musikwissenschaftler
- Chomitsch, Albina Wiktorowna (* 1976), russische Gewichtheberin
- Chomitsch, Dmitri Nikolajewitsch (* 1984), russischer Fußballspieler
- Chomizki, Wadim Wladimirowitsch (* 1982), russischer Eishockeyspieler
- Chomjakow, Alexei Stepanowitsch (1804–1860), russischer Dichter, Publizist, Theologe und Philosoph
- Chommaphat Boonloet (* 2003), thailändischer Fußballspieler
- Chomnycky, Paul Patrick (* 1954), kanadisch-ukrainischer Bischof von Stamford, Titularbischof von Buffada
- Chomón, Segundo de (1871–1929), spanischer Filmregisseur und Trickspezialist
- Chompoo Sangpo (* 1988), thailändischer Fußballspieler
- Chompoopruk, Anurak (* 1988), thailändischer Fußballspieler
- Chompoothip Jundakate (* 1995), thailändische Tennisspielerin
- Chomrowa, Olena (* 1987), ukrainische Säbelfechterin und Olympiasiegerin
- Choms, Wladyslawa (1895–1966), polnische Widerstandskämpferin
- Chomski, Daniil Iljitsch (1938–2024), russischer Physiker
- Chomsky, Aviva (* 1957), US-amerikanische Lateinamerikanistikerin und Historikerin
- Chomsky, Carol (1930–2008), US-amerikanische Linguistin
- Chomsky, Marvin J. (1929–2022), US-amerikanischer Filmregisseur und Filmproduzent
- Chomsky, Noam (* 1928), US-amerikanischer SprachwissenschaftlerNoam Chomsky (* 1928)

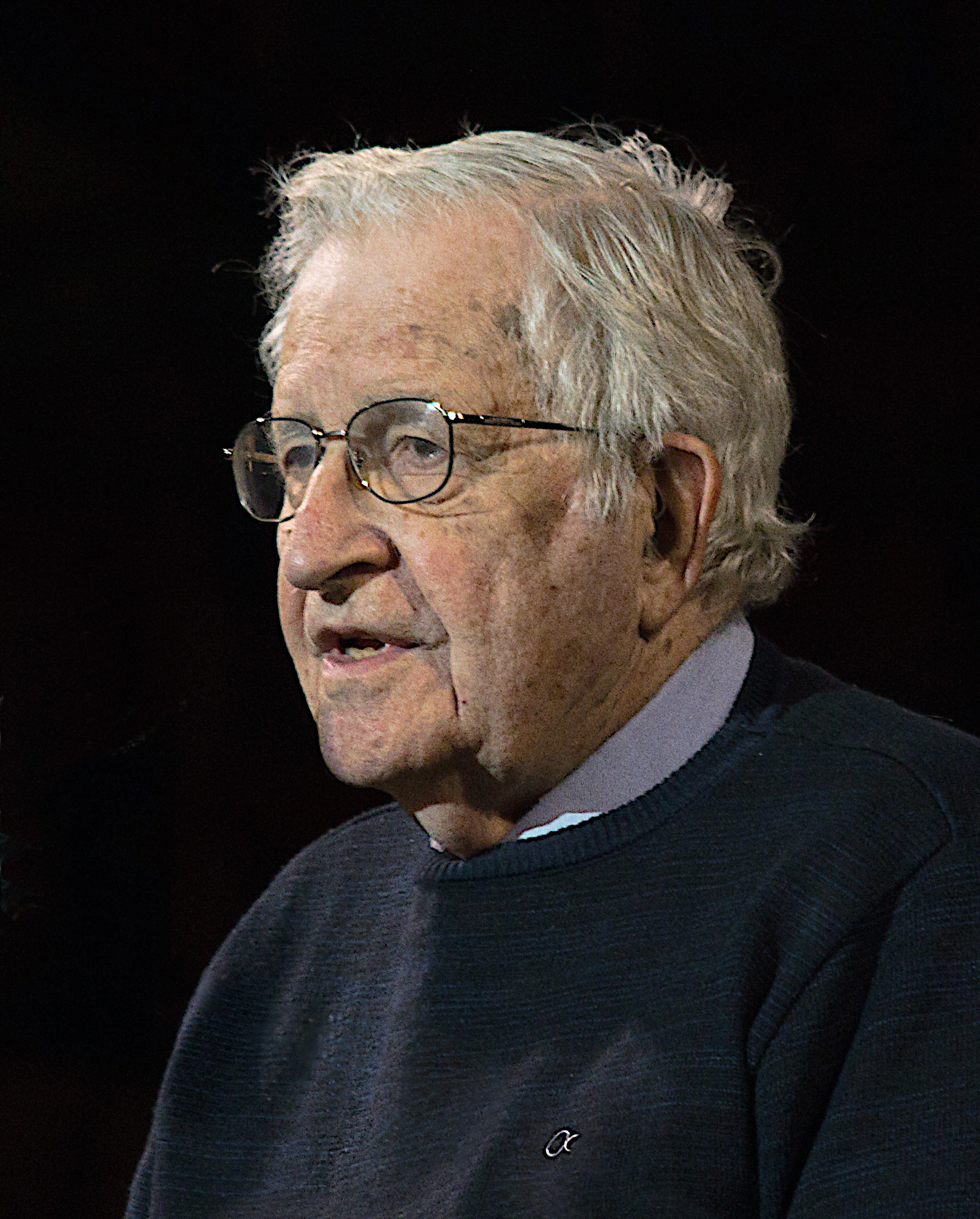
Noam Chomsky (* 1928)

- Chomsky, William (1896–1977), US-amerikanischer Hebraist
- Chomton, Werner (1895–1953), deutscher Autor, Maler und Illustrator
- Chomtschak, Ruslan (* 1967), ukrainischer Generalleutnant und Oberbefehlshaber der Streitkräfte der Ukraine
- Chomutow, Andrei Walentinowitsch (* 1961), russischer Eishockeyspieler und -trainer
- Chomyschyn, Hryhorij (1867–1947), ukrainischer Bischof, Märtyrer, Seliger

### Chon
- Chon, Jongwon (* 1996), südkoreanischer Sportkletterer
- Chon, Justin (* 1981), US-amerikanischer Schauspieler
- Chon, Kilnam (* 1943), südkoreanischer Informatiker und Internetpionier
- Chona, Mainza (1930–2001), sambischer Politiker, Vizepräsident seines Landes und zweimaliger Premierminister
- Chonacas, Katie (* 1980), US-amerikanische Schauspielerin und Model
- Chondrokoukis, Dimitrios (* 1988), griechischer Hochspringer
- Chondros, Giorgos (* 1958), griechischer Politiker
- Chone Dragpa Shedrub (1675–1748), Geistlicher der Gelugpa
- Chones, Kendall (* 1984), US-amerikanischer Basketballspieler und -trainer
- Chong Hue, Steevy (* 1990), tahitischer Fußballspieler
- Chong Yee-Voon (* 1969), malaysische Autorin
- Chong, Andy (* 1965), US-amerikanischer Badmintonspieler malaysischer Herkunft
- Chong, Annabel (* 1972), US-amerikanische Pornodarstellerin
- Chong, Chang-suk (* 1974), nordkoreanische Eisschnellläuferin
- Chong, Charles (* 1953), singapurischer Politiker (People’s Action Party)
- Chong, Christina (* 1983), britische SchauspielerinChristina Chong (* 1983)

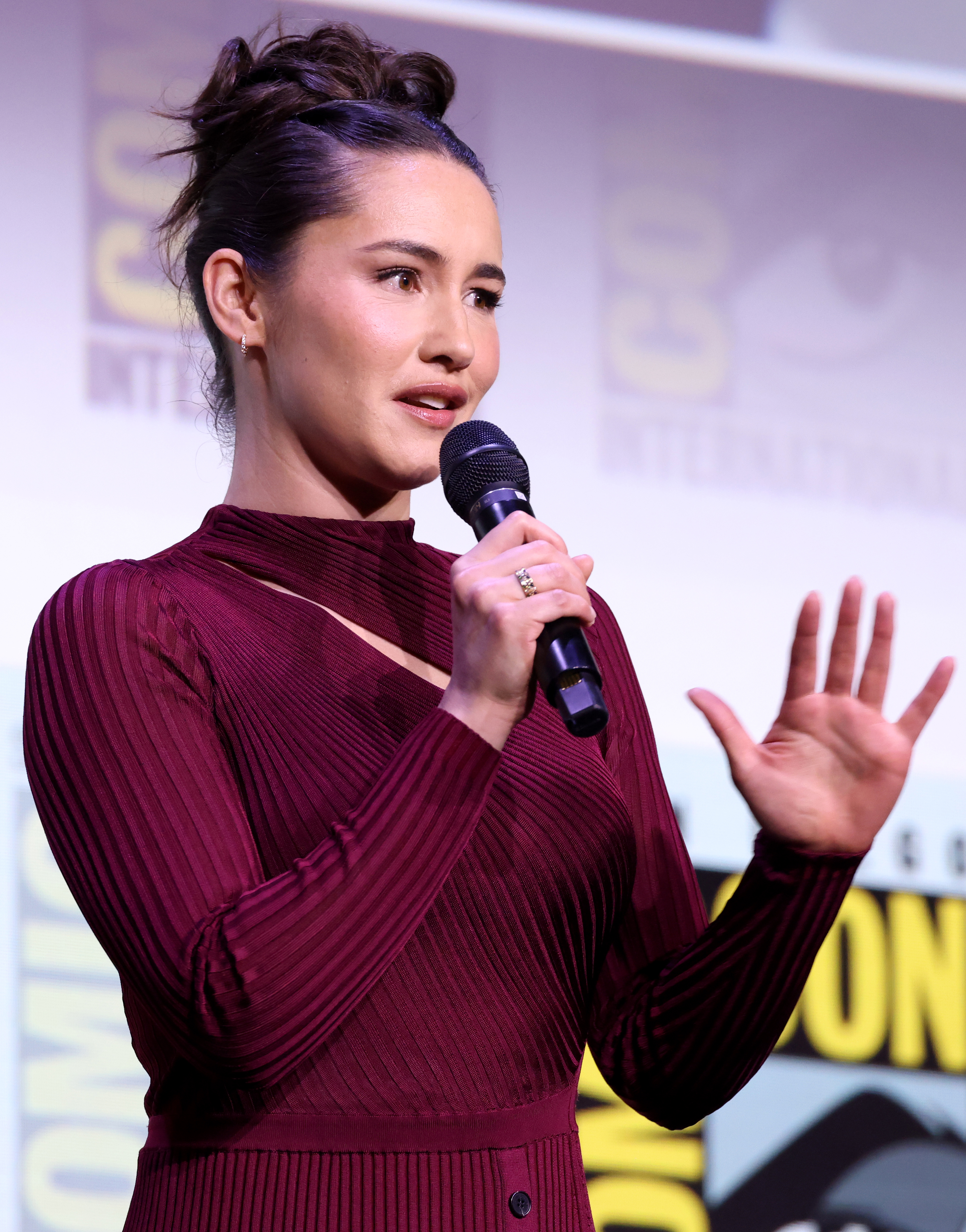
Christina Chong (* 1983)

- Chong, Eudice (* 1996), chinesische Tennisspielerin (Hongkong)
- Chong, Hyon-jong (* 1939), südkoreanischer Lyriker
- Chong, Jesús (* 1965), mexikanischer Boxer im Halbfliegengewicht
- Chong, Kah Kiat (* 1948), 13. Ministerpräsident von Sabah, Malaysia
- Chong, Luke (* 1987), australischer Badmintonspieler
- Chong, Marcus (* 1967), US-amerikanischer Schauspieler
- Chong, Paul Hasang (1795–1839), koreanischer Märtyrer
- Chong, Rae Dawn (* 1961), kanadische Schauspielerin
- Chong, Robbi (* 1965), kanadische Schauspielerin
- Chong, Sam (* 1962), malaysischer Snookerspieler
- Chong, Sook Chin (* 1987), malaysische Badmintonspielerin
- Chong, Tahith (* 1999), niederländischer Fußballspieler
- Chong, Tommy (* 1938), kanadischer Schauspieler und MusikerTommy Chong (* 1938)

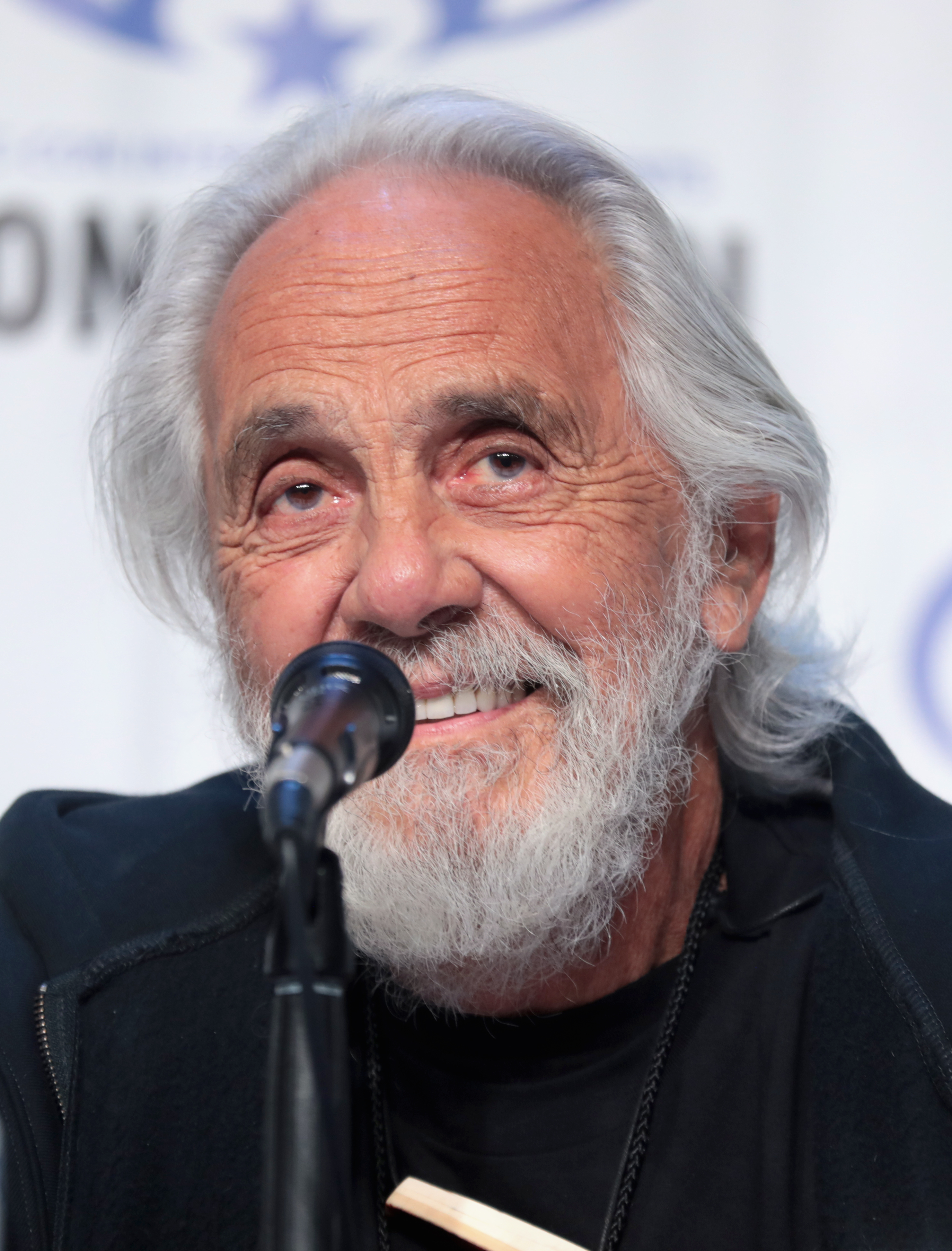
Tommy Chong (* 1938)

- Chong, Wei Feng (* 1987), malaysischer Badmintonspieler
- Chongzhen (1611–1644), chinesischer Kaiser der Ming-Dynastie
- Choni der Kreiszieher, jüdischer Wundertäter des Altertums
- Chonlachart Tongjinda (* 2005), thailändischer Fußballspieler
- Chonlanan Srikaew (* 1961), thailändischer Arzt und Politiker
- Chonlawit Kanuengkid (* 1992), thailändischer Fußballspieler
- Chonnapat Buaphan (* 2004), thailändischer Fußballspieler
- Chönz, Selina (1910–2000), Schweizer Autorin

### Choo
- Choo, Chang-min (* 1966), südkoreanischer Filmregisseur
- Choo, Desmond (* 1978), singapurischer Politiker
- Choo, Hoey (1934–2025), singapurischer Dirigent
- Choo, Hyo-joo (* 2000), südkoreanische Fußballspielerin
- Choo, Jimmy, britisch-malaysischer SchuhdesignerJimmy Choo

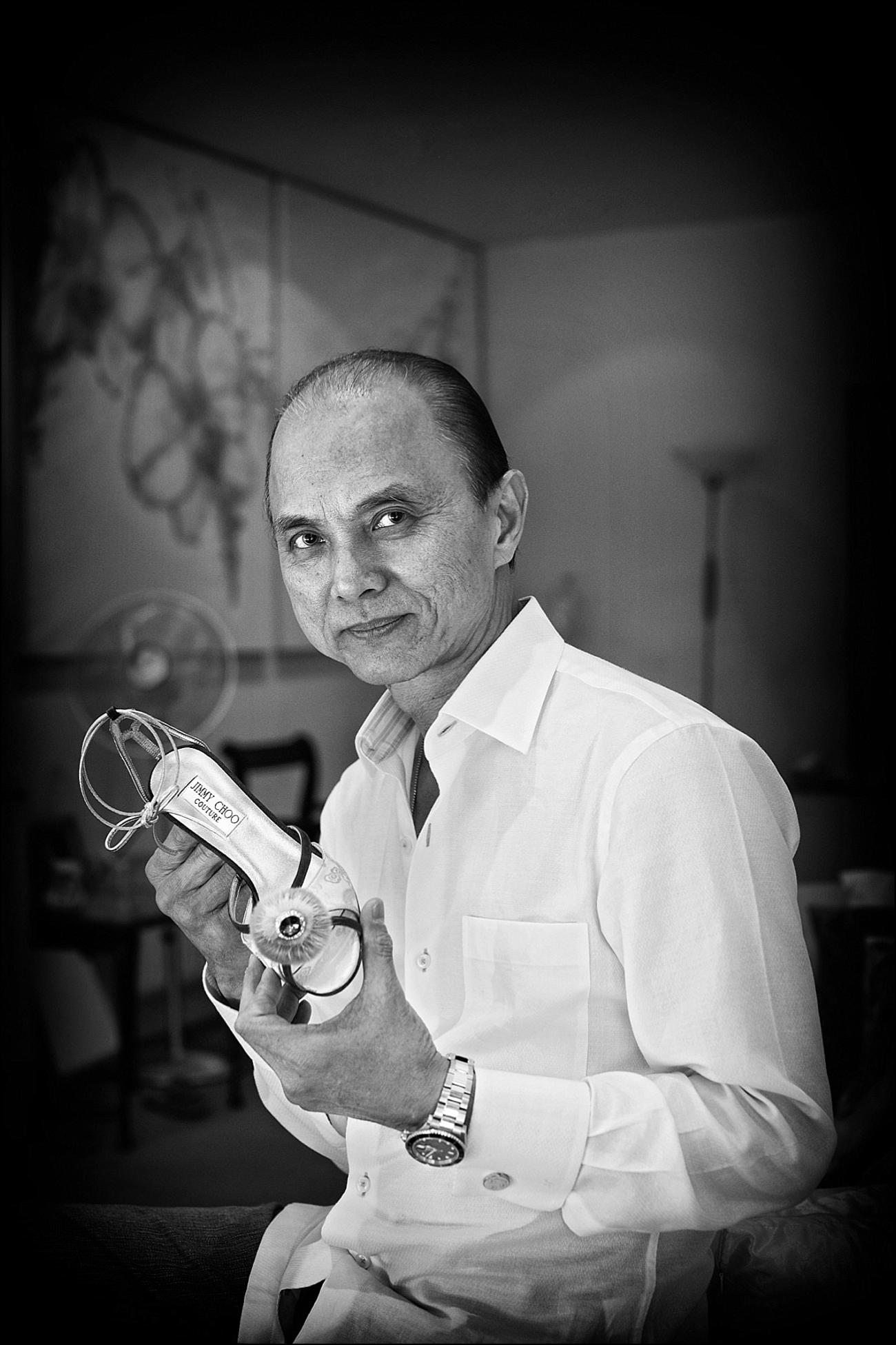
Jimmy Choo

- Choo, Leanne (* 1991), australische Badmintonnationalspielerin
- Choo, Mi-ae (* 1958), südkoreanische Politikerin
- Choo, Qui-Lim, Virologe
- Choo, Shaun (* 1991), singapurischer Pianist und Komponist
- Choo-choy, Alain (* 1968), mauritischer Tischtennisspieler
- Chooi, Kah Ming (* 1991), malaysischer Badmintonspieler
- Chooi, Nikki (* 1989), kanadischer Geiger
- Chookasian, Lili (1921–2012), US-amerikanische Opernsängerin (Alt)
- Chōon, Dōkai (1628–1695), japanischer Konvertit zur Obaku-Schule und Missionar
- Choong, Amy, malaysische Badmintonspielerin
- Choong, David (1929–2011), malaysischer Badmintonspieler
- Choong, Eddy (1930–2013), malaysischer Badmintonspieler
- Choong, Ewe Jin († 2005), malaysischer Badmintonspieler
- Choong, Joseph (* 1995), britischer Pentathlet
- Choong, Katherine (* 1992), Schweizer Sportkletterin
- Choong, Rachel (* 1994), englische Badmintonspielerin
- Choong, Tan Fook (* 1976), malaysischer Badmintonspieler
- Choopan, Hadi (* 1987), iranischer BodybuilderHadi Choopan (* 1987)

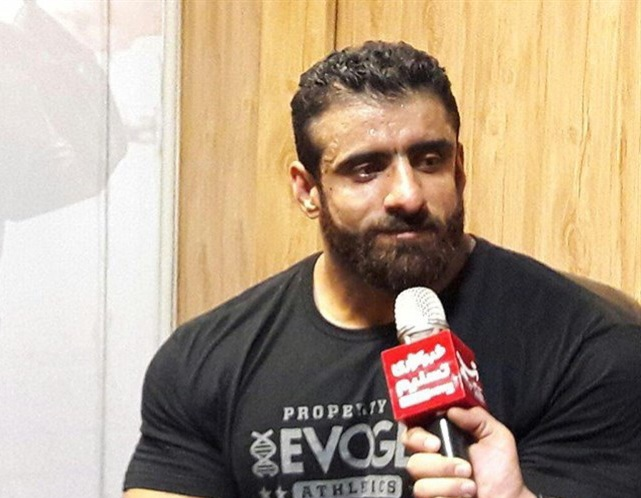
Hadi Choopan (* 1987)

- Choosha, Chauzje (* 1992), sambische Sprinterin

### Chop
- Chop, Carl (1825–1882), deutscher Schriftsteller und Paläontologe
- Chop, Ferdinand (1802–1879), deutscher Richter und Politiker
- Chop, Friedrich (1801–1875), Landtagsabgeordneter und Märzminister
- Chop, Karl Christian Ferdinand (1767–1840), deutscher Beamter
- Chop, Max (1862–1929), deutscher Musikschriftsteller
- Chop, Young (* 1993), US-amerikanischer Musikproduzent
- Chop-Groenevelt, Celeste (1875–1958), deutsch-amerikanische Pianistin
- Chopard, Max (1929–2009), Schweizer Politiker
- Chopard-Acklin, Max (* 1966), Schweizer Politiker (SP)
- Chopart, François (1743–1795), französischer Chirurg
- Chopel, Pema (* 1981), bhutanischer Fußballspieler
- Choperena, Rodolfo (1905–1969), mexikanischer Basketballspieler
- Chopin, Felix (1813–1892), französischer Eisen- und Bronzegießer, Hoflieferant des Zarenhofes
- Chopin, Frédéric (1810–1849), polnischer Komponist und PianistFrédéric Chopin (1810–1849)

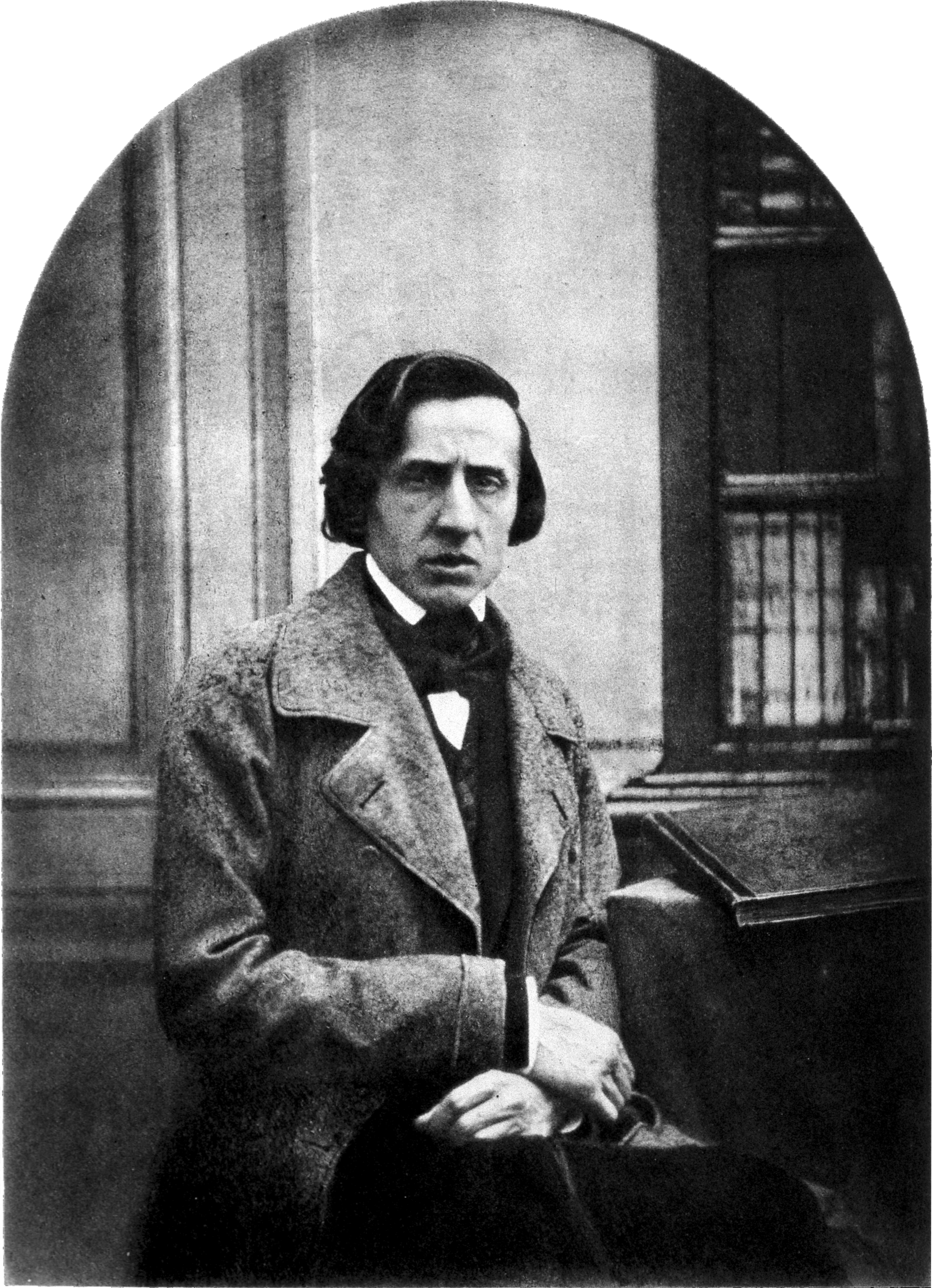
Frédéric Chopin (1810–1849)

- Chopin, Henri (1922–2008), französisch-englischer Vertreter der Konkreten Poesie, der Lautpoesie und ein Herausgeber
- Chopin, Kate (1850–1904), US-amerikanische Schriftstellerin
- Chopin, Nicolas (1771–1844), französisch-polnischer Sprachlehrer
- Chopinet, Anne (* 1953), französische Ingenieurin
- Chopinet, Marguerite (1920–2022), französische Astronomin
- Chopinot, Régine (* 1952), französische Tänzerin und Choreographin
- Chopitea Villa, Amelia (1900–1942), bolivianische Medizinerin
- Chopitea, Dorotea de (1816–1891), salesianische Mitarbeiterin Don Boscos
- Chopp, Rebecca (* 1952), US-amerikanische Religionswissenschaftlerin und Hochschullehrerin
- Choppin, Gregory (1927–2015), US-amerikanischer Chemiker (Kernchemie, Umweltchemie)
- Choppin, Paul-François (1856–1937), französischer Bildhauer
- Choppin, Purnell W. (1929–2021), US-amerikanischer Virologe und Medizin-Manager
- Choppy, Baeden (* 1976), australischer Hockeyspieler
- Chopra Jonas, Priyanka (* 1982), indische Schauspielerin, Sängerin und SchönheitsköniginPriyanka Chopra Jonas (* 1982)

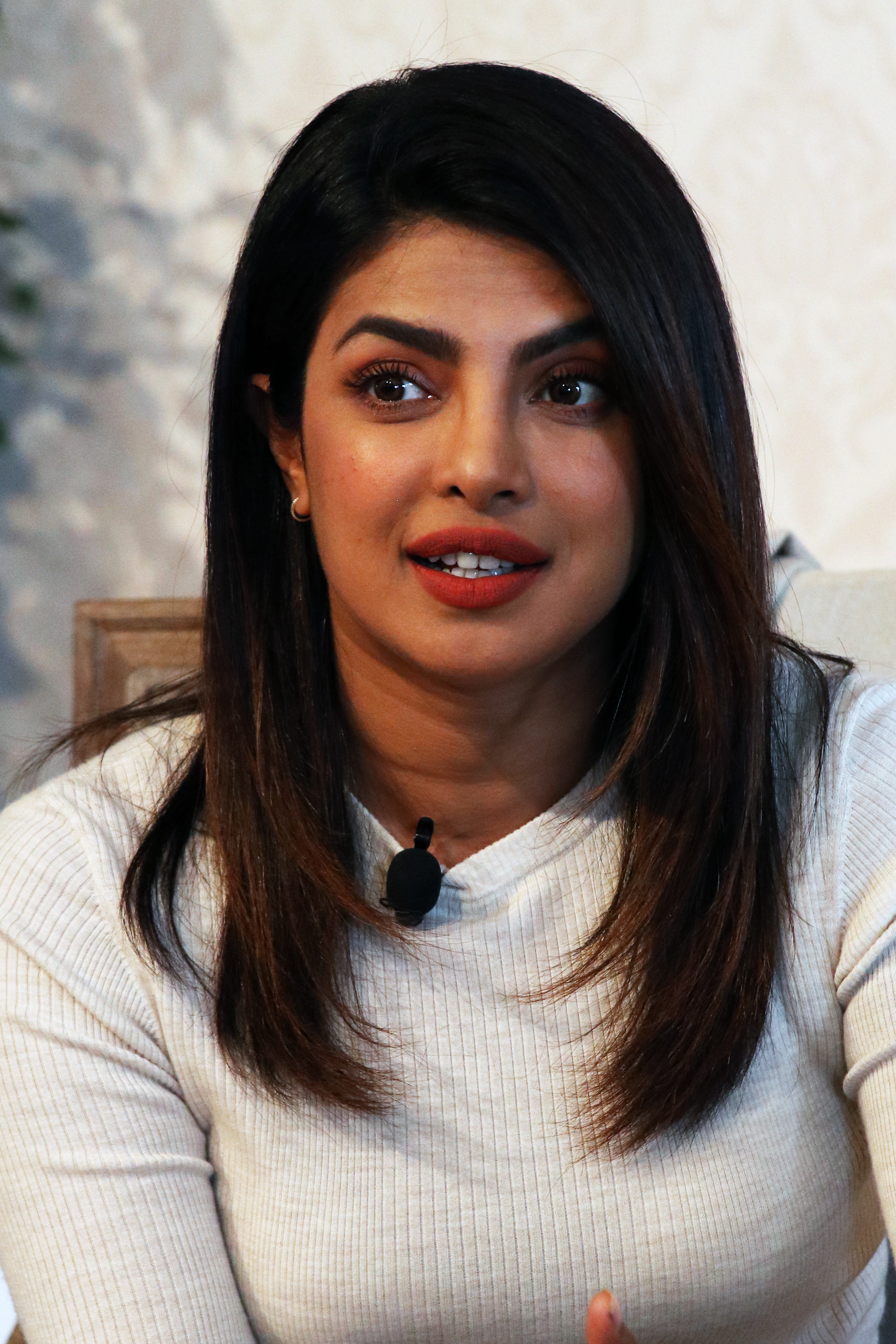
Priyanka Chopra Jonas (* 1982)

- Chopra, Aditya (* 1971), indischer Filmregisseur, Drehbuchautor und Produzent
- Chopra, Anil K. (* 1941), US-amerikanischer Bauingenieur
- Chopra, Anupama (* 1962), indische Journalistin und Filmkritikerin
- Chopra, Aryan (* 2001), indischer Schachspieler
- Chopra, Baldev Raj (1914–2008), indischer Filmregisseur und -produzent
- Chopra, Bashambhar Nath (1898–1966), indischer Zoologe
- Chopra, Deepak (* 1946), indischer Autor von Büchern über Spiritualität, alternative Medizin und Ayurveda
- Chopra, Gurleen, indische Filmschauspielerin und Model
- Chopra, Joyce (* 1936), US-amerikanische Filmregisseurin, Drehbuchautorin, Filmproduzentin und feministische Dokumentarfilmerin
- Chopra, Keshav (* 2001), US-amerikanischer Tennisspieler
- Chopra, Michael (* 1983), englischer Fußballspieler
- Chopra, Neeraj (* 1997), indischer SpeerwerferNeeraj Chopra (* 1997)

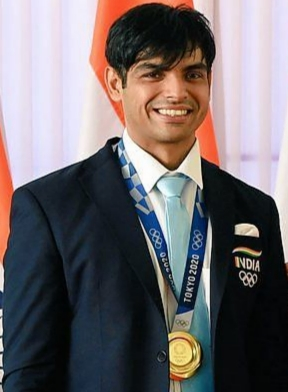
Neeraj Chopra (* 1997)

- Chopra, Nikhil (* 1974), indischer Performancekünstler
- Chopra, Parineeti (* 1988), indische Schauspielerin
- Chopra, Pranav (* 1992), indischer Badmintonspieler
- Chopra, Ram Nath (1882–1973), indischer Pharmakologe
- Chopra, Shiv Raj Kumar (1931–1994), indischer Paläoanthropologe
- Chopra, Uday (* 1973), indischer Schauspieler und Filmproduzent
- Chopra, Vidhu Vinod (* 1952), indischer Filmregisseur, Drehbuchautor und Filmproduzent
- Chopra, Yash (1932–2012), indischer Filmregisseur und Produzent
- Choptuik, Matthew (* 1961), kanadischer Physiker

### Choq
- Choquard, Joseph (1855–1937), Schweizer Unternehmer und Politiker (KVP)
- Choquart, Loys (1920–1989), Schweizer Jazzmusiker und Radiomoderator
- Choquehuanca, David (* 1961), bolivianischer Politiker
- Choquert, Benjamin (* 1986), französischer Duathlet
- Choquet, Georges-Eugène-Emile (1878–1946), französischer Geistlicher, römisch-katholischer Bischof von Tarbes und Lourdes
- Choquet, Gustave (1915–2006), französischer Mathematiker
- Choquet, Paul-Maurice (1920–1996), kanadischer römisch-katholischer Ordensgeistlicher, Weihbischof in Cap-Haïtien
- Choquet-Bruhat, Yvonne (1923–2025), französische Physikerin und Mathematikerin
- Choquette, Robert (1905–1991), kanadischer Dichter, Schriftsteller und Diplomat

### Chor
- Chor Hooi Yee (* 1979), malaysische Badmintonspielerin
- Chorafas, Efstathios (* 1871), griechischer Schwimmsportler, Olympiateilnehmer
- Chorāsāni, Mohammad Kāzem (1839–1911), schiitischer Mudschtahid und politischer Aktivist aus dem Iran
- Chorawa, Batschana (* 1993), georgischer Leichtathlet
- Chorba, Timothy (* 1946), US-amerikanischer Diplomat
- Chorda, André (1938–1998), französischer Fußballspieler
- Chordà, Mari (* 1942), spanische Malerin, Dichterin und feministische Aktivistin
- Chordi Miranda, Álvaro (* 1967), spanischer römisch-katholischer Geistlicher, Weihbischof in Santiago de Chile
- Chorell, Walentin (1912–1983), finnlandschwedischer Schriftsteller
- Choren I. (1873–1938), armenisch-apostolischer Patriarch von Konstantinopel
- Choren I. (1914–1983), armenischer Katholikos des Großen Hauses von Kilikien der Armenischen Apostolischen Kirche
- Choreń, Zygmunt (* 1941), polnischer Schiffbauingenieur
- Chorens, Manuel (* 1916), kubanischer Fußballspieler
- Chorens, Olga (1924–2023), kubanische Sängerin
- Chorherr, Christoph (* 1960), österreichischer Politiker (Grüne), Gemeinderat und Landtagsabgeordneter in WienChristoph Chorherr (* 1960)

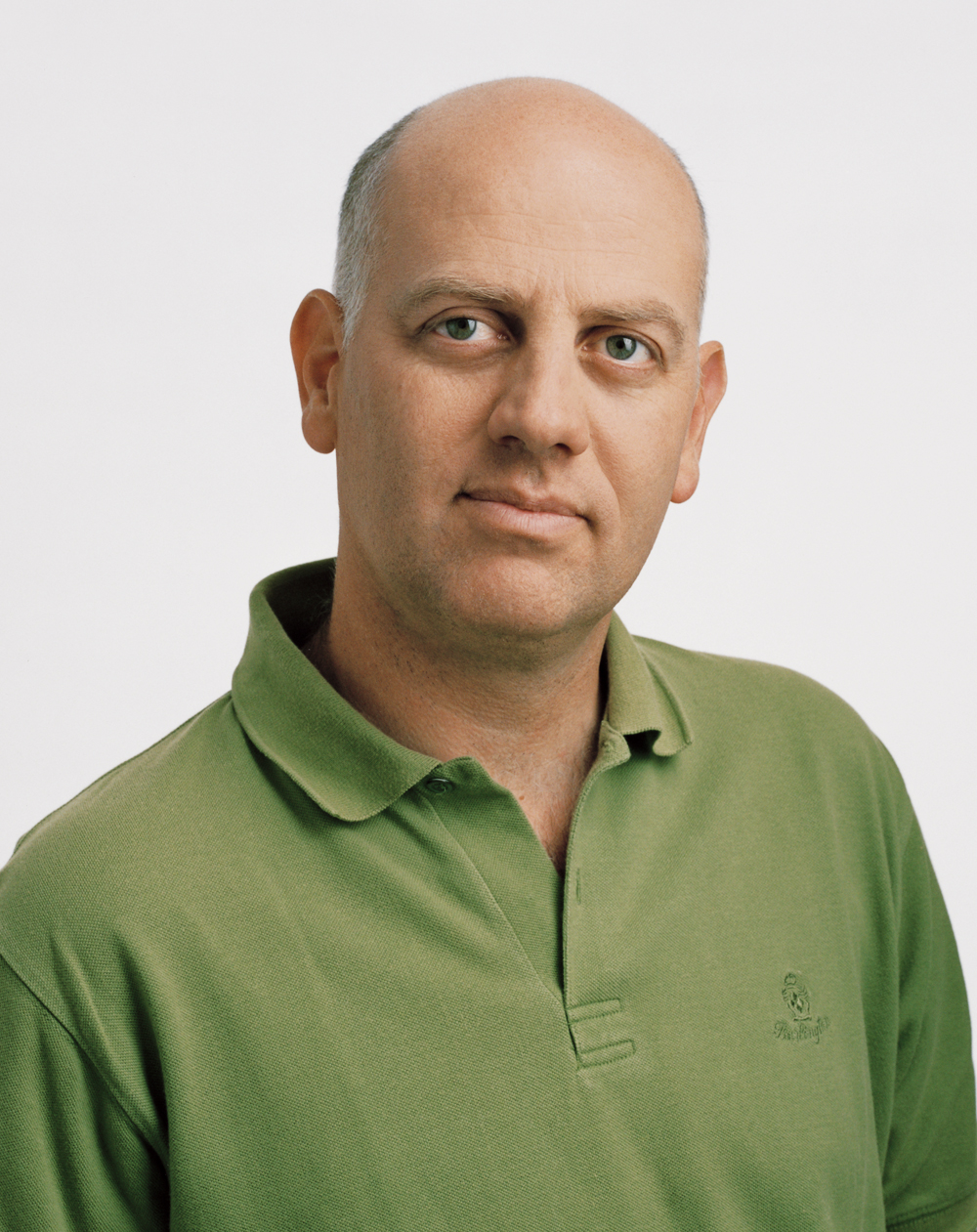
Christoph Chorherr (* 1960)

- Chorherr, Johann Peter Ignaz (1734–1814), österreichischer Politiker, Bürgermeister von St. Pölten
- Chorherr, Thomas (1932–2018), österreichischer Journalist und Buchautor
- Chorier, Nicolas (1612–1692), französischer Jurist und Schriftsteller
- Chorikios von Gaza, griechischer Rhetoriker und Sophist
- Chorin, Aaron (1766–1844), ungarischer Reformrabbiner
- Chorin, Alexandre (* 1938), US-amerikanischer Mathematiker
- Chorinsky von Ledske, Mathias Franz von (1720–1786), Bischof von Brünn
- Chorinský, Carl (1838–1897), österreichischer Jurist und k.k. Landeshauptmann von Salzburg
- Chorinsky, Gustav Ignaz von (1806–1873), österreichischer Adeliger und k.k. Beamter
- Chorinsky, Ignaz Karl von (1770–1823), österreichischer Adeliger und k.k. Beamter
- Choriol, Mauritius (1959–2025), französischer Ordensgeistlicher, Abt der Benediktinerabtei St. Mauritius (Tholey)
- Choris, Ludwig (1795–1828), deutsch-russischer Zeichner und Lithograf
- Chorjowa, Natalja Wladimirowna (* 1986), russische Rennrodlerin
- Chorkina, Swetlana Wassiljewna (* 1979), russische Kunstturnerin und PolitikerinSwetlana Wassiljewna Chorkina (* 1979)

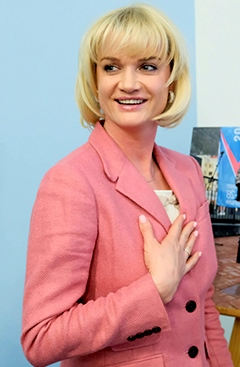
Swetlana Wassiljewna Chorkina (* 1979)

- Chorley, Joanna (1925–2019), britische Mitarbeiterin des Women’s Royal Naval Service
- Chorley, John Rutter (1807–1867), britischer Autor, Bibliophiler, Romanist und Hispanist
- Chorley, Roger, 2. Baron Chorley (1930–2016), britischer Wirtschaftsprüfer und erblicher Peer
- Chorlton, Tom (1882–1948), englischer Fußballspieler
- Chormann, Alfred (1882–1957), württembergischer Oberamtmann und Landrat
- Chormann, Ramon (* 1972), deutscher Kabarettist und Musiker
- Chorney, Marc (* 1959), kanadischer Eishockeyspieler
- Chorney, Taylor (* 1987), US-amerikanisch-kanadischer Eishockeyspieler
- Chorny, Glen (* 1985), kanadischer Pokerspieler
- Choroba, Martin (* 1961), deutscher Filmproduzent und Medienmanager
- Choroba, Patrick (* 1996), deutscher Fußballspieler
- Choroba, Uwe (* 1962), deutscher Schauspieler
- Choroba, Wojciech (* 1966), deutsch-polnischer Fußballspieler
- Chorochordin, Fjodor Wladimirowitsch (* 1953), russischer Diplomat in Deutschland
- Chorolez, Laryssa (1948–2022), ukrainische Politikerin
- Choromański, Michał (1904–1972), polnischer Schriftsteller
- Choron, Alexandre-Étienne (1771–1834), französischer Musikpädagoge und -wissenschaftler
- Choron, Alexandre-Étienne (1837–1924), französischer Koch
- Choroschew, Igor Petrowitsch (* 1965), russischer Musiker
- Choroschilow, Alexander Wiktorowitsch (* 1984), russischer Skirennläufer
- Choroschkowskyj, Walerij (* 1969), ukrainischer Manager, Medienunternehmer und Politiker
- Choroschun, Sergei Wassiljewitsch (* 1980), russischer Eishockeytorwart
- Chorosow, Anatolij (1924–2011), ukrainischer Eishockeyfunktionär
- Chorostecki, Lara Jean (* 1984), kanadische Fernseh- und FilmschauspielerinLara Jean Chorostecki (* 1984)

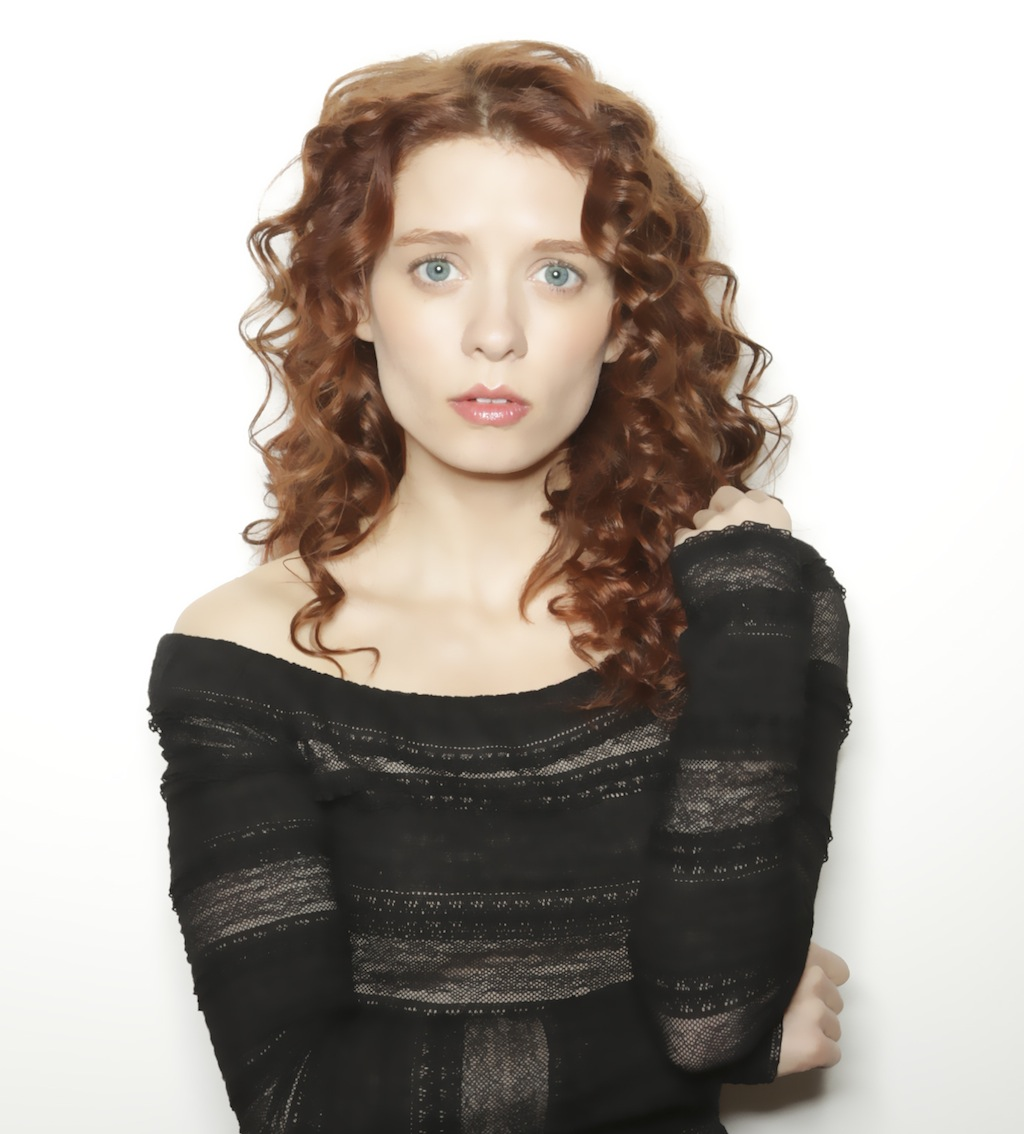
Lara Jean Chorostecki (* 1984)

- Chorschan, Oleg (* 1976), moldauisch-transnistrischer Politiker, Vorsitzender der Kommunistischen Partei Pridnestrowiens, Mitglied des Obersten Rates Transnistriens
- Chorske, Tom (* 1966), US-amerikanischer Eishockeyspieler
- Chorso, Graf von Toulouse
- Chortasmenos, Johannes, Universalgelehrter
- Chortatzis, Georgios, griechischer Dichter
- Chorùna, Dòmhnall Ruadh (1887–1967), schottischer Kriegspoet
- Chorus, Gerhard († 1367), Bürgermeister und Schöffe von Aachen
- Chorus, Johann, deutscher Schöffe und Bürgermeister der Freien Reichsstadt Aachen
- Choruschaja, Wera Sacharowna (1903–1942), sowjetische Agentin
- Chorushij, Jan (* 2003), deutscher Fußballspieler
- Chorvat, Scarlett (* 1972), US-amerikanische Schauspielerin und Model
- Chory, Joanne (1955–2024), US-amerikanische Pflanzenbiologin
- Chorý, Tomáš (* 1995), tschechischer Fußballspieler
- Chory, Werner (1932–1991), deutscher Verwaltungsjurist und Ministerialbeamter
- Chorzempa, Daniel (1944–2023), amerikanischer Organist

### Chos
- Chōsa, Yoshiyuki (1915–2002), japanischer Metallkünstler
- Chōsei (1010–1091), japanischer Bildhauer in der Heian-Zeit
- Chosen, Robbie (* 1993), US-amerikanischer Footballspieler
- Chosin, Michail Semjonowitsch (1896–1979), sowjetischer General
- Chositaschwili, Dschaba (* 1990), georgischer Boxer
- Choslowsky, Joseph von (1821–1881), polnischer Rittergutsbesitzer und Politiker, MdR
- Chōsokabe, Motochika (1539–1599), japanischer Daimyo
- Chosrau I. († 579), persischer Großkönig (531–579)Chosrau I. († 579)

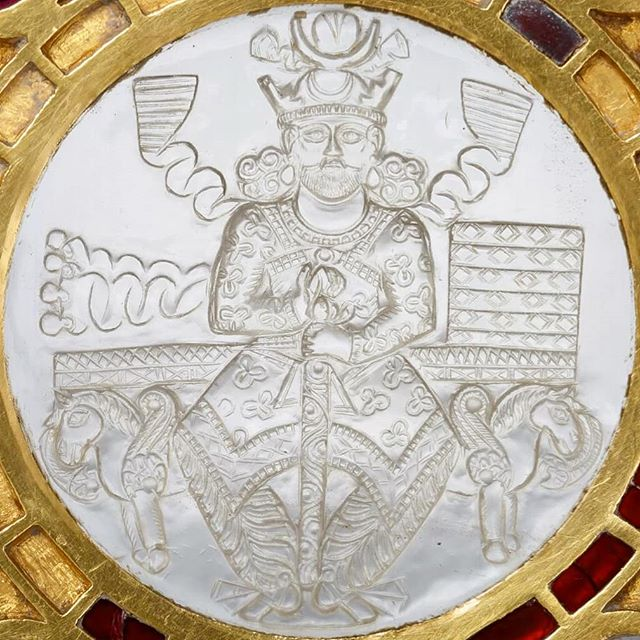
Chosrau I. († 579)

- Chosrau II., Großkönig des Sassanidenreichs (590–628)
- Chosrau III., König des neupersischen Reichs aus der Dynastie der Sassaniden
- Chosrau IV., Großkönig des neupersischen Reiches (etwa 631–633)
- Chosrawi, Abutorab (* 1956), iranischer Schriftsteller
- Chosrow, Lehnsherr aus dem Hause der Pahlavuni
- Chossonow, Chetag Muratowitsch (* 1998), russischer Fußballspieler
- Chossudovsky, Michel (* 1946), kanadischer Ökonom, Hochschullehrer für Wirtschaft und Globalisierungskritiker
- Chossy, Franz von (* 1979), deutscher Jazzmusiker (Piano, Komposition)

### Chot
- Chotard, Joris (* 2001), französischer Fußballspieler
- Choteau, Alphonse (1883–1936), französischer Kolonialbeamter
- Chotek von Chotkow, Bohuslaw (1829–1896), österreichisch-ungarischer Diplomat
- Chotek von Chotkow, Ferdinand Maria (1781–1836), Bischof von Tarnów; Erzbischof von Olmütz
- Chotek von Chotkow, Johann Karl (1704–1787), böhmisch-österreichischer Hofkanzler
- Chotek von Chotkow, Johann Rudolph (1748–1824), österreichischer Finanzminister und Gubernialpräsident in Böhmen
- Chotek von Chotkow, Karl (1783–1868), böhmischer Adeliger, Verwalter und Politiker
- Chotek von Chotkow, Rudolf (1822–1903), Adliger, kaiserlich-königlicher Kämmerer, Großgrundbesitzer
- Chotek von Chotkow, Rudolf (1832–1894), böhmisch-österreichischer Adliger
- Chotek von Chotkow, Rudolph (1706–1771), Oberster Kanzler, Hofkammer Wien
- Chotek von Chotkow, Wenzel (1674–1754), österreichischer Statthalter im Königreich Böhmen
- Chotek von Chotkowa, Sophie (1868–1914), Ehefrau des österreichischen Thronfolgers Franz FerdinandSophie Chotek von Chotkowa (1868–1914)

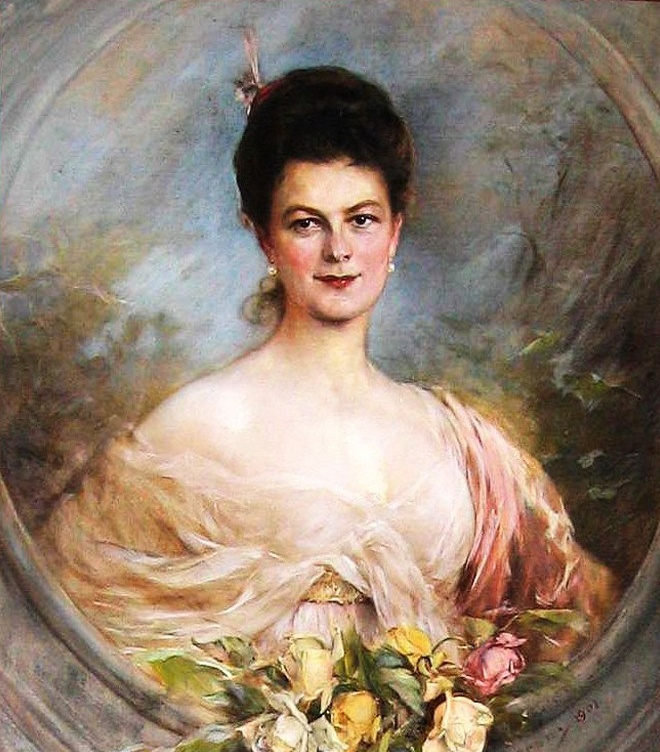
Sophie Chotek von Chotkowa (1868–1914)

- Chotek, Johann Nepomuk von (1773–1824), böhmischer Adliger und Kunstmäzen
- Chotek, Marie Henriette (1863–1946), tschechische Rosenzüchterin
- Chotenaschwili, Bela (* 1988), georgische Schach-Großmeisterin
- Choti, Chitsanuphong (* 2001), thailändischer Fußballspieler
- Chotinan Theerapapong (* 1992), thailändischer Fußballspieler
- Chotipala, Phetcharat (* 1997), thailändischer Fußballspieler
- Chotipat Poomkeaw (* 1998), thailändischer Fußballspieler
- Chotiwari-Jünger, Steffi (* 1952), deutsche Literaturwissenschaftlerin (Kartwelologin, Slawistin) und Übersetzerin
- Chotjewitz, David (* 1964), deutscher Schriftsteller und Regisseur
- Chotjewitz, Peter O. (1934–2010), deutscher Schriftsteller, Übersetzer und Jurist
- Chotjewitz-Häfner, Renate (1937–2008), deutsche Autorin, Übersetzerin und Publizistin
- Chotkewytsch, Hnat (1878–1938), ukrainischer Künstler und Schriftsteller
- Chotlubej, Jurij (* 1944), Bürgermeister von Mariupol
- Choto, Dickson (* 1981), simbabwischer Fußballspieler
- Choto, José, belizischer Straßenradrennfahrer
- Chotrani, Veer (* 2001), indischer Squashspieler
- Chotscholawa, Dawit (* 1993), georgischer Fußballspieler
- Chotteau, Hector (1898–1985), belgischer Eishockeyspieler
- Chotulew, Iwan Bronislawowitsch (* 1960), russischer Diplomat in Deutschland
- Chotuljow, Danila Dmitrijewitsch (* 2002), russischer Fußballspieler
- Chotzen, Erich (1917–1942), deutsches Opfer des Holocaust
- Chotzen, Hugo-Kurt (1915–1945), deutsches Holocaustopfer
- Chotzen, Liselotte Hanna (* 1920), Opfer des Holocausts
- Chotzen, Ullrich Joachim (* 1920), deutsches Opfer des Holocaust
- Chotzinoff, Samuel († 1964), US-amerikanischer Musikkritiker und -schriftsteller, Musikproduzent, Pianist und Musicalautor

### Chou
- Chou Hung-li (* 2003), taiwanischer Eishockeyspieler
- Chou Tien-chen (* 1990), taiwanischer Badmintonspieler
- Chou, Chia-chi (* 1983), taiwanische Badmintonspielerin
- Chou, Chieh-yu (* 1986), taiwanische Poolbillardspielerin
- Chou, Collin (* 1967), taiwanischer Schauspieler
- Chou, Jay (* 1979), taiwanischer R&B- und Rap-MusikerJay Chou (* 1979)

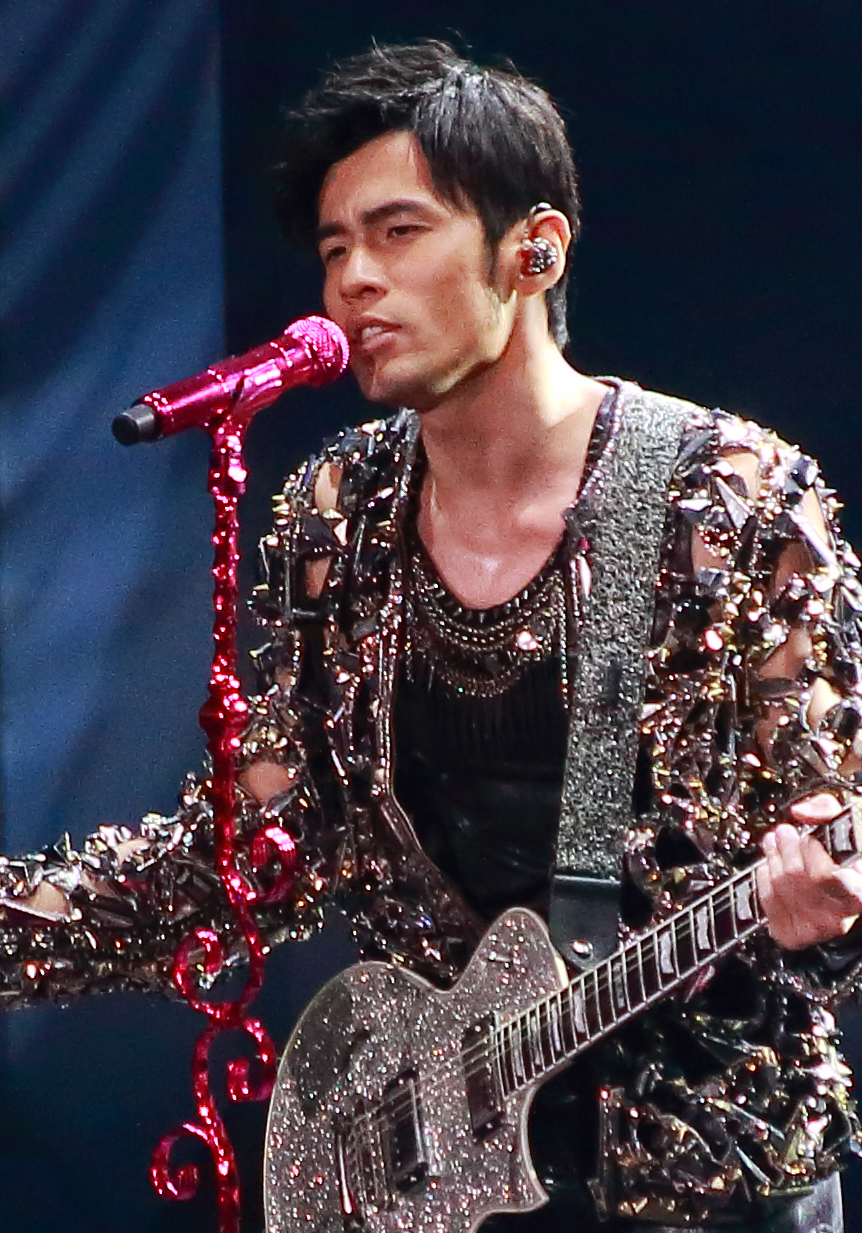
Jay Chou (* 1979)

- Chou, Kevin, US-amerikanischer Videospieleentwickler und Unternehmer
- Chou, Linda (* 1983), US-amerikanische Sängerin
- Chou, Meng-tieh (1921–2014), taiwanischer Dichter und Schriftsteller
- Chou, Peilin (* 1971), US-amerikanische Filmproduzentin
- Chou, Tai-ying (* 1963), taiwanische Fußballspielerin
- Chou, Ting Ting (* 1987), chilenische Badmintonspielerin
- Chou, Wen-chung (1923–2019), US-amerikanisch-chinesischer Komponist
- Chou, Zero (* 1969), taiwanische Journalistin und Filmregisseurin
- Chouard, Pierre (1903–1983), französischer Botaniker (Pflanzenphysiologie)
- Chouayet, Abdelmonem, tunesischer Schauspieler und Regisseur
- Choucair, Saloua Raouda (1916–2017), libanesische Künstlerin
- Chouchan, Gérard (1934–2022), französischer Filmregisseur
- Choudary, Anjem (* 1967), britischer islamischer Extremist
- Choudens, Paul de (1850–1925), französischer Musikverleger und Librettist
- Choudhary, Dharmveer (* 2001), indischer Sprinter
- Choudhry, Sujit (* 1970), kanadischer Rechtswissenschaftler und Hochschullehrer
- Choudhury, Anwaruddin (* 1958), indischer Zoologe und Naturschützer
- Choudhury, Bikram (* 1946), indischer YogameisterBikram Choudhury (* 1946)

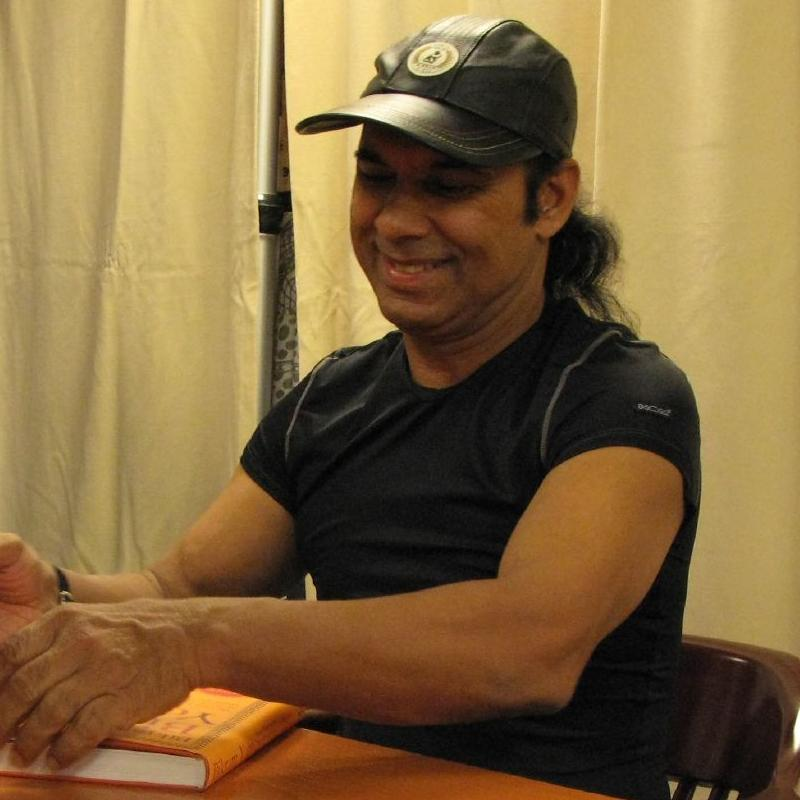
Bikram Choudhury (* 1946)

- Choudhury, Chandrahas (* 1980), indischer Schriftsteller und Buchkritiker
- Choudhury, Hamza (* 1997), englischer Fußballspieler
- Choudhury, Humayun Rasheed (1928–2001), bangladeschischer Politiker und Diplomat
- Choudhury, Mahendra Mohan (1908–1982), indischer Politiker
- Choudhury, Nazrin, britisch-US-amerikanische Drehbuchautorin, Filmregisseurin und Filmproduzentin
- Choudhury, Sarita (* 1966), britische SchauspielerinSarita Choudhury (* 1966)

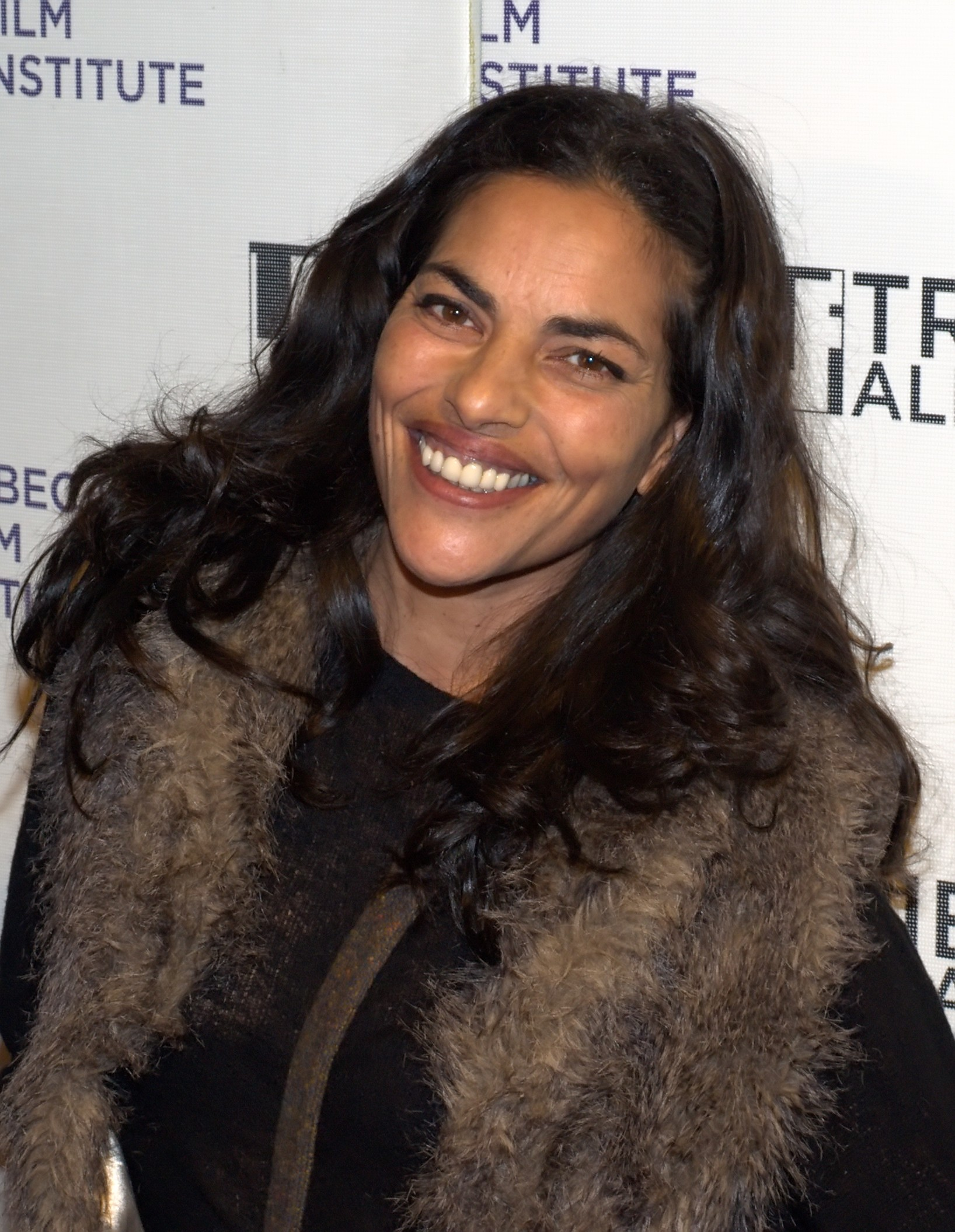
Sarita Choudhury (* 1966)

- Choudhury, Shahanuddin (* 1967), bangladeschischer Leichtathlet
- Choueiri, Antoine (1939–2010), libanesischer Medienunternehmer
- Chougaz, Chris (* 1968), griechischer Basketballspieler und -trainer
- Chouiar, Mounir (* 1999), französischer Fußballspieler
- Chouikh, Chaima (* 2002), tunesische Diskuswerferin
- Chouikh, Elouan (* 2002), französischer Beachvolleyballspieler
- Chouillet, Jacques (1915–1990), französischer Romanist und Literaturwissenschaftler
- Chouinard, Éric (* 1980), kanadisch-US-amerikanischer Eishockeyspieler
- Chouinard, Guy (* 1956), kanadischer Eishockeyspieler, -trainer und -funktionär
- Chouinard, Joël (* 1990), kanadischer Eishockeyspieler
- Chouinard, Marc (* 1977), kanadischer Eishockeyspieler
- Chouinard, Marie (* 1955), kanadische Tänzerin und Choreografin
- Chouinard, Yvon (* 1938), US-amerikanischer Extrembergsteiger und UnternehmerYvon Chouinard (* 1938)

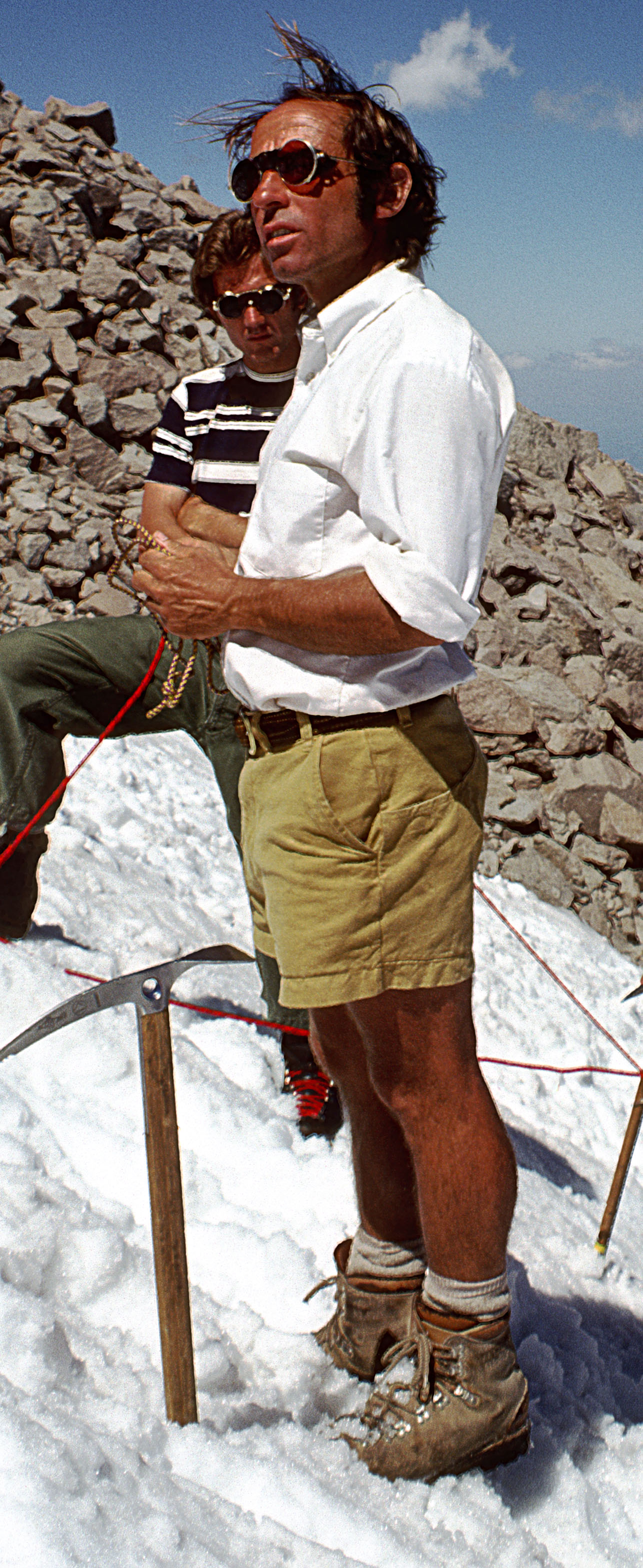
Yvon Chouinard (* 1938)

- Chouiref, Marouan (* 1990), tunesischer Handballspieler
- Chouk, Houcine (* 1946), tunesischer Wirtschaftsmanager und Politiker
- Choukaer, Samih (* 1957), syrischer Musiker, Sänger und Komponist
- Choukoud, Khalid (* 1986), niederländischer Langstreckenläufer
- Choukrane, Maurice (* 1956), US-amerikanischer Balletttänzer
- Choukri Djibah, dschibutische Politikerin
- Choukri, Mohamed (1935–2003), marokkanischer Schriftsteller
- Choulant, Johann Ludwig (1791–1861), deutscher Medizinhistoriker und Arzt
- Choulant, Ludwig Theodor (1827–1900), deutscher Architekt und Hochschullehrer
- Choules, Claude Stanley (1901–2011), britisch-australischer Marineangehöriger
- Choulidis, Paschalis, Manager
- Choulman, Victor (* 1938), russischer Regisseur, Intendant, Dozent und Schauspieler
- Choultsé, Ivan Fedorovich (1874–1939), Maler des russischen Realismus
- Choumane, Mohamed (* 1967), algerischer Skirennläufer
- Choumoff, Pierre (1872–1936), russisch-französischer Fotograf
- Choung, Byoung-gug (* 1958), südkoreanischer Politiker
- Choung-Fux, Eva (* 1935), österreichische Künstlerin
- Chountis, Nikolaos (* 1953), griechischer Politiker, MdEP
- Choupenitch, Alexander (* 1994), tschechischer Florettfechter
- Choupo-Moting, Eric Maxim (* 1989), kamerunisch-deutscher FußballspielerEric Maxim Choupo-Moting (* 1989)

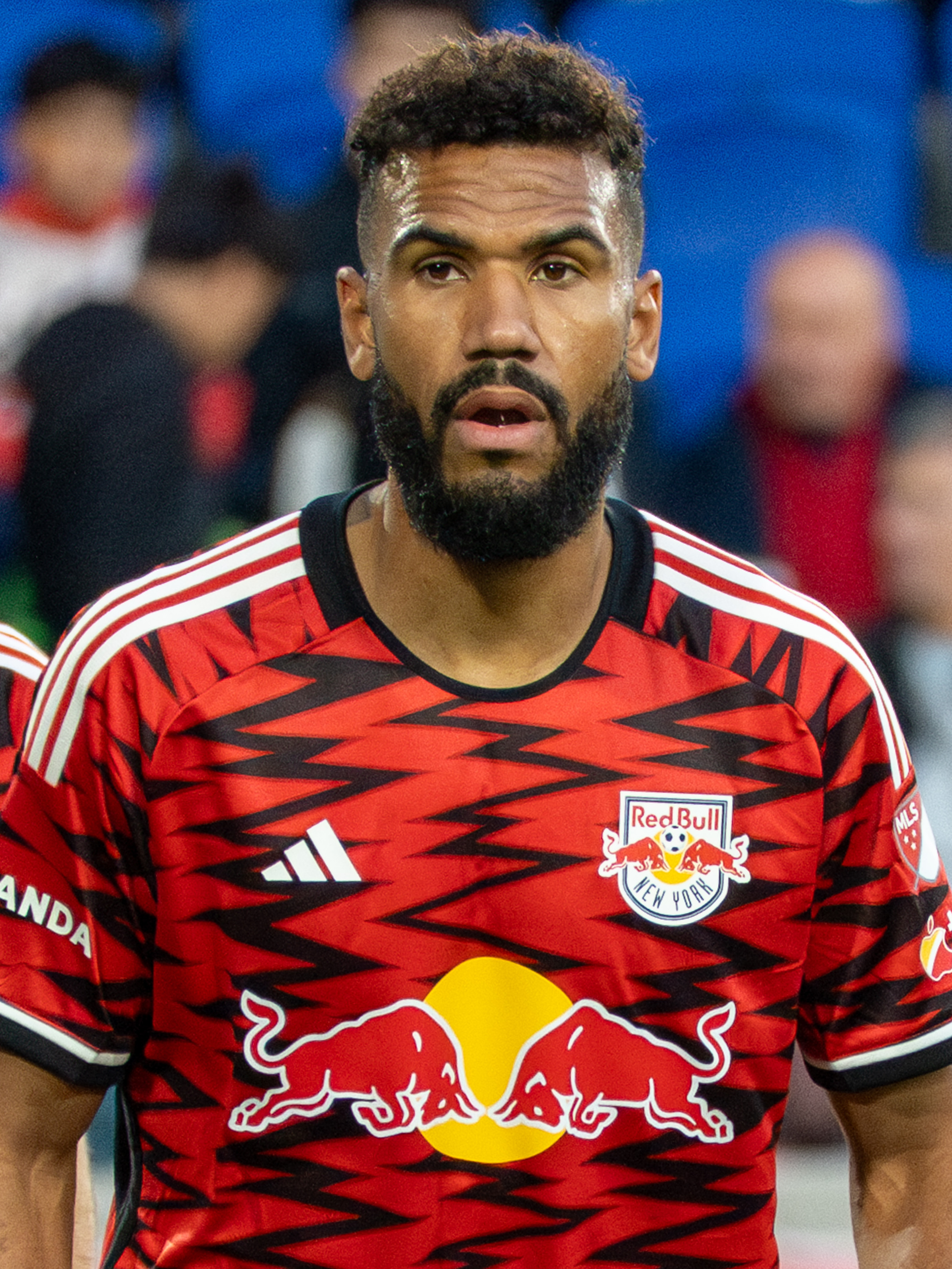
Eric Maxim Choupo-Moting (* 1989)

- Chouquet, Gustave (1819–1886), französischer Schriftsteller und Musikwissenschaftler
- Chouraqui, André (1917–2007), französisch-israelischer Jurist, Politiker und Schriftsteller
- Chouraqui, Élie (* 1950), französischer Filmregisseur, Drehbuchautor, Schauspieler, Filmproduzent und Volleyballspieler
- Choureau, Etchika (1929–2022), französische Filmschauspielerin
- Chourmouziadis, Nikos Ch. (1930–2013), griechischer Gräzist und Regisseur
- Chourraut, Maialen (* 1983), spanische Wildwasser-Kanutin
- Chourses, Jean de († 1609), Gouverneur des Poitou
- Choury, Lucien (1898–1987), französischer Bahnradsportler und Olympiasieger
- Chousal, Jesús (1911–1994), chilenischer Radrennfahrer
- Chouson, Walter de († 1248), Walliser Domherr und Grosskantor
- Chouteau, Rosana, zweiter Chief der Osage Beaver Gruppe
- Chouteau, Yvonne (1929–2016), US-amerikanische Balletttänzerin
- Choutos, Lambros (* 1979), griechischer Fußballspieler
- Choux, Jean (1887–1946), Schweizer Filmregisseur und Drehbuchautor
- Chouzour, Sultan (* 1950), komorischer Diplomat

### Chov
- Chovanec, Jozef (* 1960), tschechoslowakischer Fußballspieler und Fußballtrainer
- Chovanec, Marián (* 1957), slowakischer Geistlicher, Weihbischof in Nitra, Bischof von Banská Bystrica
- Chovanec, Milan (* 1970), tschechischer Politiker, Mitglied des Abgeordnetenhauses
- Chovanec, Viliam (* 1973), kroatisch-slowakischer Eishockeyspieler
- Chovo, österreichische RnB-Sängerin

### Chow
- Chow, Agnes (* 1996), chinesische Sozial-Aktivistin in Hongkong
- Chow, Alex (* 1990), chinesischer Aktivist (Hong Kong)
- Chow, Amy (* 1978), US-amerikanische Kunstturnerin
- Chow, China (* 1974), britische Schauspielerin
- Chow, Ching Lie (1936–2025), chinesische, in Frankreich lebende Autorin, Pianistin und Geschäftsfrau
- Chow, Chung-cheng (1908–1996), chinesisch-deutsche Sinologin, Malerin und Schriftstellerin
- Chow, Deborah (* 1972), kanadische Film-, Fernsehregisseurin und Drehbuchautorin
- Chow, Gregory (* 1930), US-amerikanischer Wirtschaftswissenschaftler und Mathematiker
- Chow, Hang-tung (* 1985), chinesische Anwältin und Bürgerrechtlerin
- Chow, Kin Man (* 1970), hongkong-chinesischer Badmintonspieler
- Chow, Kwong Choi (* 1943), chinesischer Radrennfahrer aus Hongkong
- Chow, Kwong Man (* 1943), chinesischer Radrennfahrer aus Hongkong
- Chow, Mei Kuan (* 1994), malaysische Badmintonspielerin
- Chow, Michael (* 1939), chinesisch-britischer Schauspieler und Gastronom
- Chow, Niki (* 1979), chinesische Schauspielerin
- Chow, Norm (* 1946), US-amerikanischer American-Football-Spieler und American-Football-Trainer
- Chow, Olivia (* 1957), kanadische sozialdemokratische Politikerin, Professorin und KünstlerinOlivia Chow (* 1957)

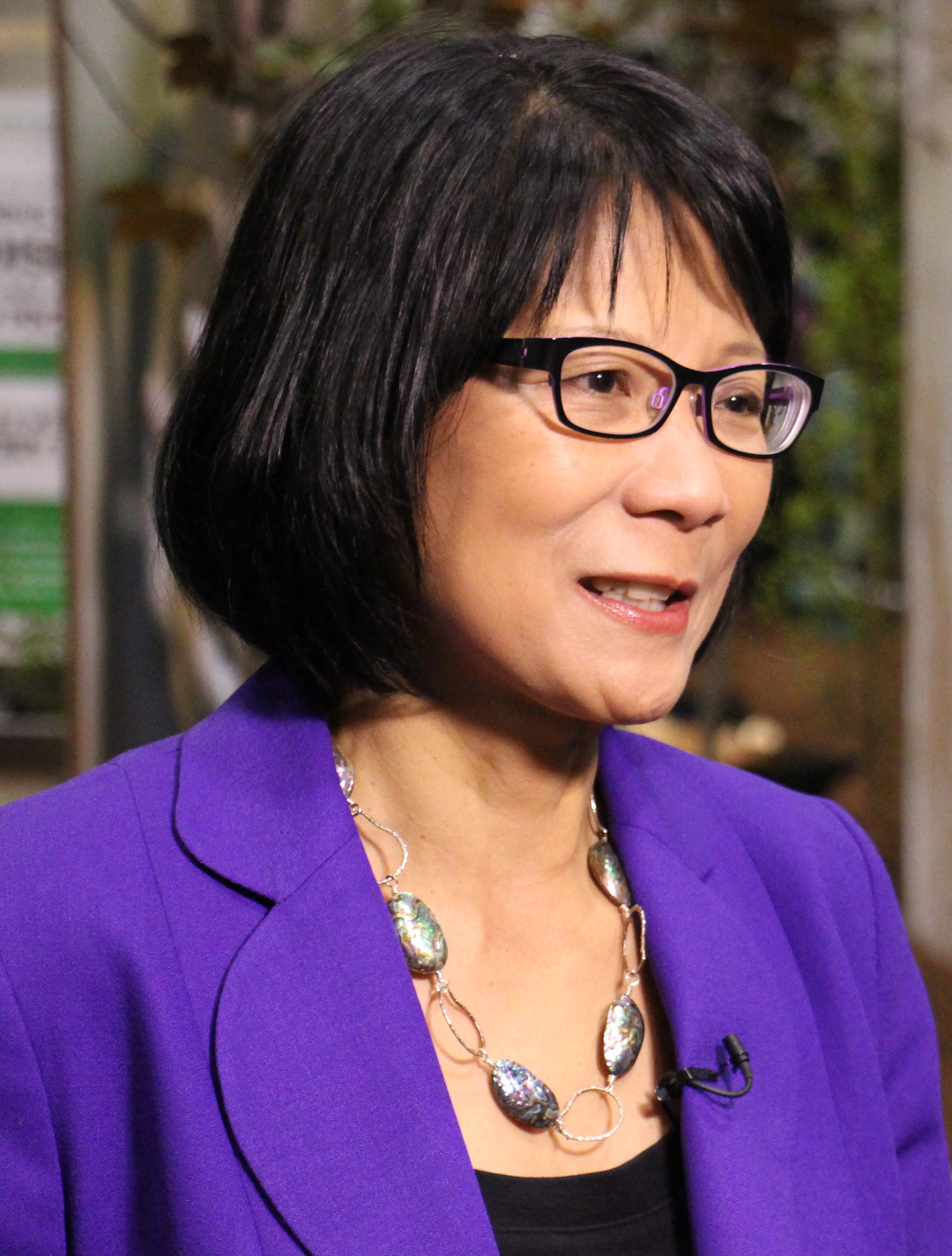
Olivia Chow (* 1957)

- Chow, Pak Chuu (* 1988), malaysischer Badmintonspieler
- Chow, Sau-yan Stephen (* 1959), chinesischer Ordensgeistlicher, römisch-katholischer Bischof von Hongkong, Kardinal
- Chow, Shui-Nee (* 1943), chinesisch-US-amerikanischer Mathematiker
- Chow, Stephen (* 1962), chinesischer Regisseur und Schauspieler (Hongkong)
- Chow, Tina (1950–1992), US-amerikanisches Topmodel, AIDS-Aktivistin und Schmuckdesignerin
- Chow, Valerie (* 1970), chinesische Schauspielerin und Fotomodell
- Chow, Wei-Liang (1911–1995), chinesisch-US-amerikanischer Mathematiker
- Chow, Yun-fat (* 1955), hongkong-chinesischer SchauspielerChow Yun-fat (* 1955)

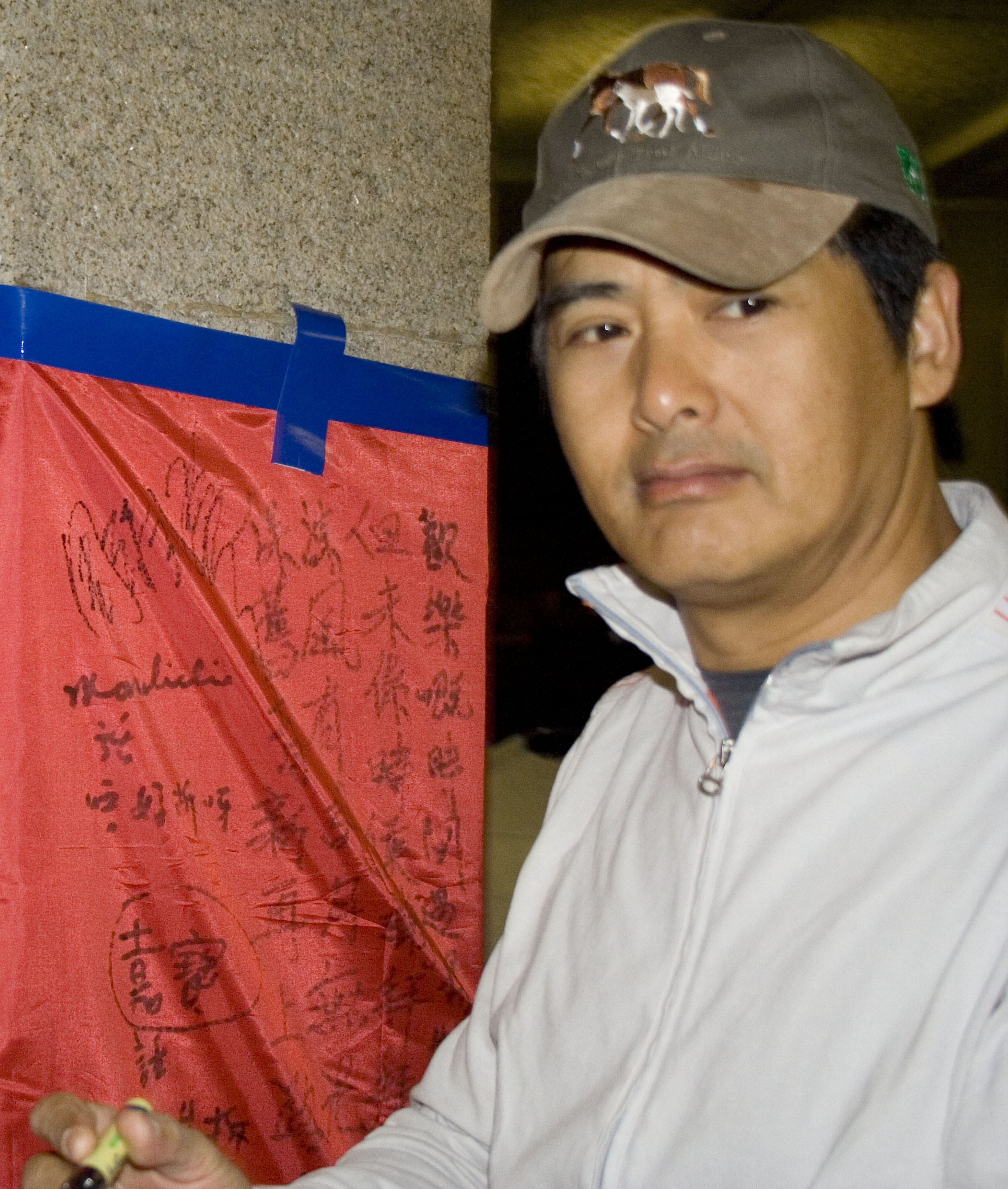
Chow Yun-fat (* 1955)

- Chowanetz, Karl Rudolf (1933–2000), deutscher Journalist und Verleger in der DDR
- Chowaniec, Klaudia (* 1991), polnische Naturbahnrodlerin
- Chowanskaja, Galina Petrowna (* 1943), sowjetische bzw. russische Informatikerin und Politikerin
- Chowanski, Alexei Andrejewitsch (1814–1899), russischer Verleger
- Chowanski, Askold Georgijewitsch (* 1947), russischer Mathematiker
- Chowanski, Gergely (* 1981), deutscher Volleyballspieler
- Chowanski, Iwan Andrejewitsch († 1682), russischer Bojar und Gouverneur verschiedener russischer Provinzen
- Chowdary, Neelima (* 1977), indische Badmintonspielerin
- Chowdhry, Anwar (1923–2010), pakistanischer Sportfunktionär
- Chowdhuri, Bibha (1913–1991), indische Physikerin und Hochschullehrerin
- Chowdhury, A. F. M. Ahsanuddin (1915–2001), bangladeschischer Politiker, Staatspräsident von Bangladesch
- Chowdhury, A. Q. M. Badruddoza (1930–2024), bangladeschischer Politiker
- Chowdhury, Abu Sayeed (1921–1987), bangladeschischer Politiker, Staatspräsident von Bangladesch
- Chowdhury, Eulie (1923–1995), indische Architektin, Designerin und Autorin
- Chowdhury, Mizanur Rahman (1928–2006), bangladeschischer Politiker, Premierminister von Bangladesch
- Chowdhury, Najma (1942–2021), bangladeschische Frauenrechtlerin
- Chowdhury, Renuka (* 1954), indische Politikerin der Kongresspartei
- Chowdhury, Salahuddin Quader (1949–2015), bangladeschischer Politiker (BNP)
- Chowdhury, Shefali (* 1988), britische SchauspielerinShefali Chowdhury (* 1988)

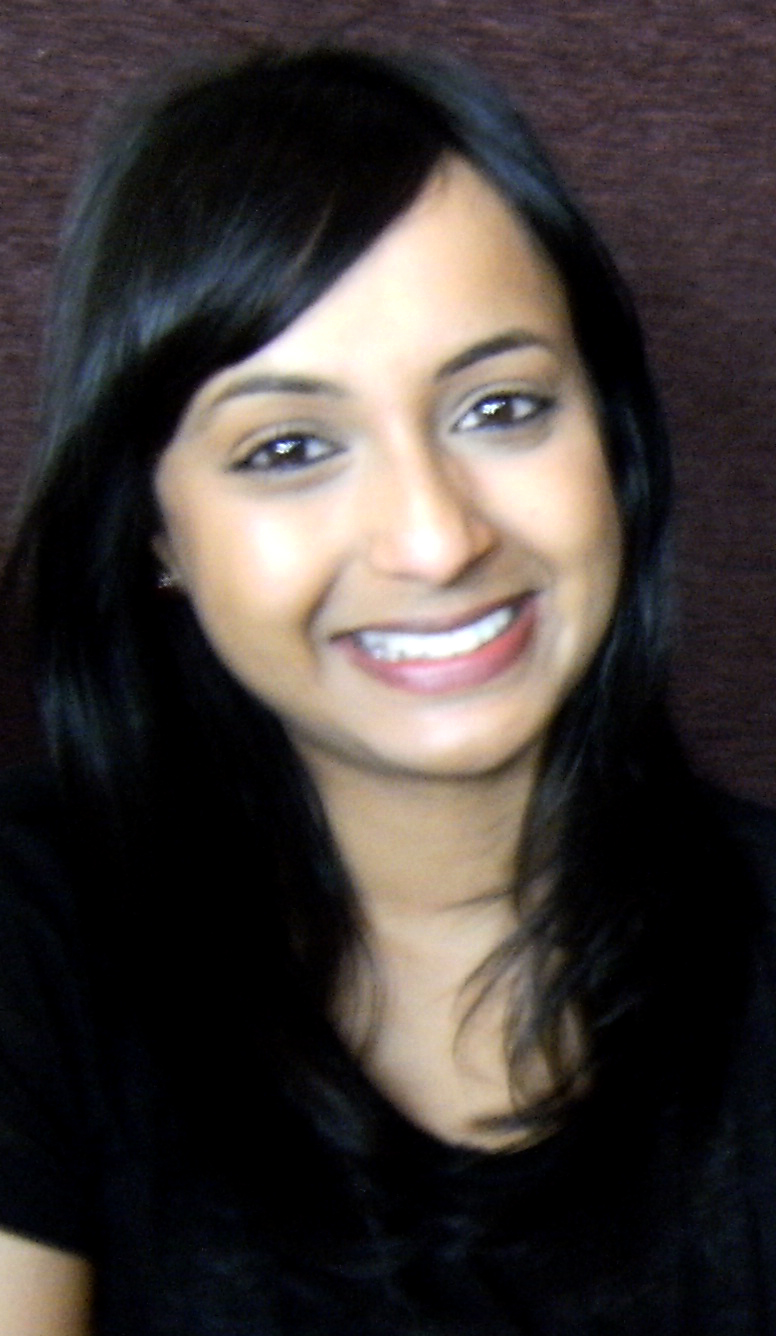
Shefali Chowdhury (* 1988)

- Chowdhury, Subhashish Roy (* 1986), indischer Fußballspieler
- Chowdhury, Subroto Roy (1943–2017), indischer Sitarspieler
- Chowen, Wes (* 1939), US-amerikanischer Radrennfahrer
- Chowhan, Ali Nawaz († 2023), pakistanischer Richter
- Chowla, Sarvadaman (1907–1995), indischer Mathematiker
- Chown, Bruce (1893–1986), kanadischer Hämatologe und Kinderarzt
- Chown, Marcus, britischer Wissenschaftsautor
- Chowning, John (* 1934), US-amerikanischer Komponist und Erfinder
- Chowning, Margaret (* 1953), US-amerikanische Historikerin
- Chowns, Ellie (* 1975), britische Politikerin (GPEW), MdEP

### Choy
- Choy, Christine (* 1952), US-amerikanische Dokumentarfilmerin (Regisseurin, Produzentin, Drehbuchautorin, Kamerafrau) und Pädagogin mit chinesisch-koreanischen Wurzeln
- Choy, Elizabeth (1910–2006), singapurische Kriegsheldin
- Choy, Gonzalo (* 1981), uruguayischer Fußballspieler
- Choy, Wayson (1939–2019), kanadischer Schriftsteller
- Choye, François (1658–1706), französischer Bildhauer
- Chöying Dorje (1604–1674), zehnter Lama in der Inkarnationsreihe der Karmapas
- Chöying Drölma (* 1971), buddhistische Nonne und Sängerin
- Choynski, Carl Heinz (* 1936), deutscher Schauspieler
- Choynski, Joe (1868–1943), US-amerikanischer Boxer im Schwergewicht

### Choz
- Chozas Olmo, Eduardo (* 1960), spanischer Radrennfahrer